# Arquitetura colonial do Brasil

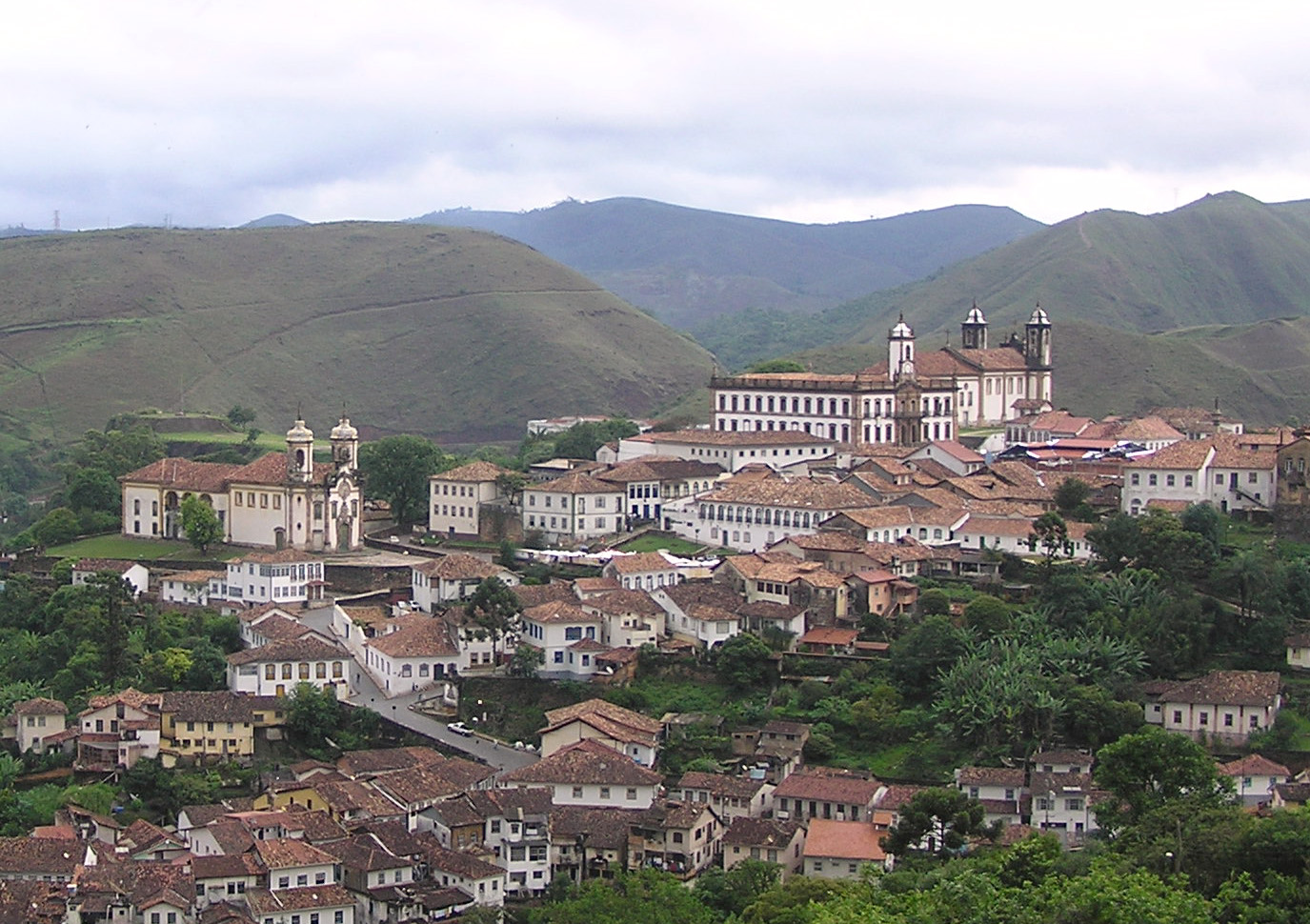
Fisionomia colonial de Ouro Preto.

No Brasil, a arquitetura colonial é definida como a arquitetura realizada no atual território brasileiro desde 1500, ano do descobrimento pelos portugueses, até a Independência, em 1822.
Durante o período colonial, os colonizadores importaram as correntes estilísticas da Europa à colônia, adaptando-as às condições materiais e socioeconômicas locais. Encontram-se no Brasil edifícios coloniais com traços arquitetônicos renascentistas, maneiristas, barrocos, rococós e neoclássicos, porém a transição entre os estilos se realizou de maneira progressiva ao longo dos séculos e a classificação dos períodos e estilos artísticos do Brasil colonial é motivo de debate entre os especialistas.
A importância do legado arquitetônico e artístico colonial no Brasil é atestada pelos conjuntos e monumentos desta origem que foram declarados Patrimônio Mundial pela UNESCO. Estes são os centros históricos de Ouro Preto, Olinda, Salvador, São Luís do Maranhão, Diamantina, Goiás Velho, as ruínas das Missões Jesuíticas Guarani em São Miguel das Missões, o Santuário do Bom Jesus de Matosinhos em Congonhas e a Praça São Francisco em São Cristóvão. Há ainda os centros históricos que, embora não tenham sido reconhecidos como Patrimônio da Humanidade, guardam importantes monumentos daquele período, como os do Recife, do Rio de Janeiro e de Mariana. Especialmente no caso do Recife, a demolição e descaracterização da maior parte das construções históricas e do traçado urbano colonial foram decisivas para o não reconhecimento.

## Povoamentos coloniais e urbanismo

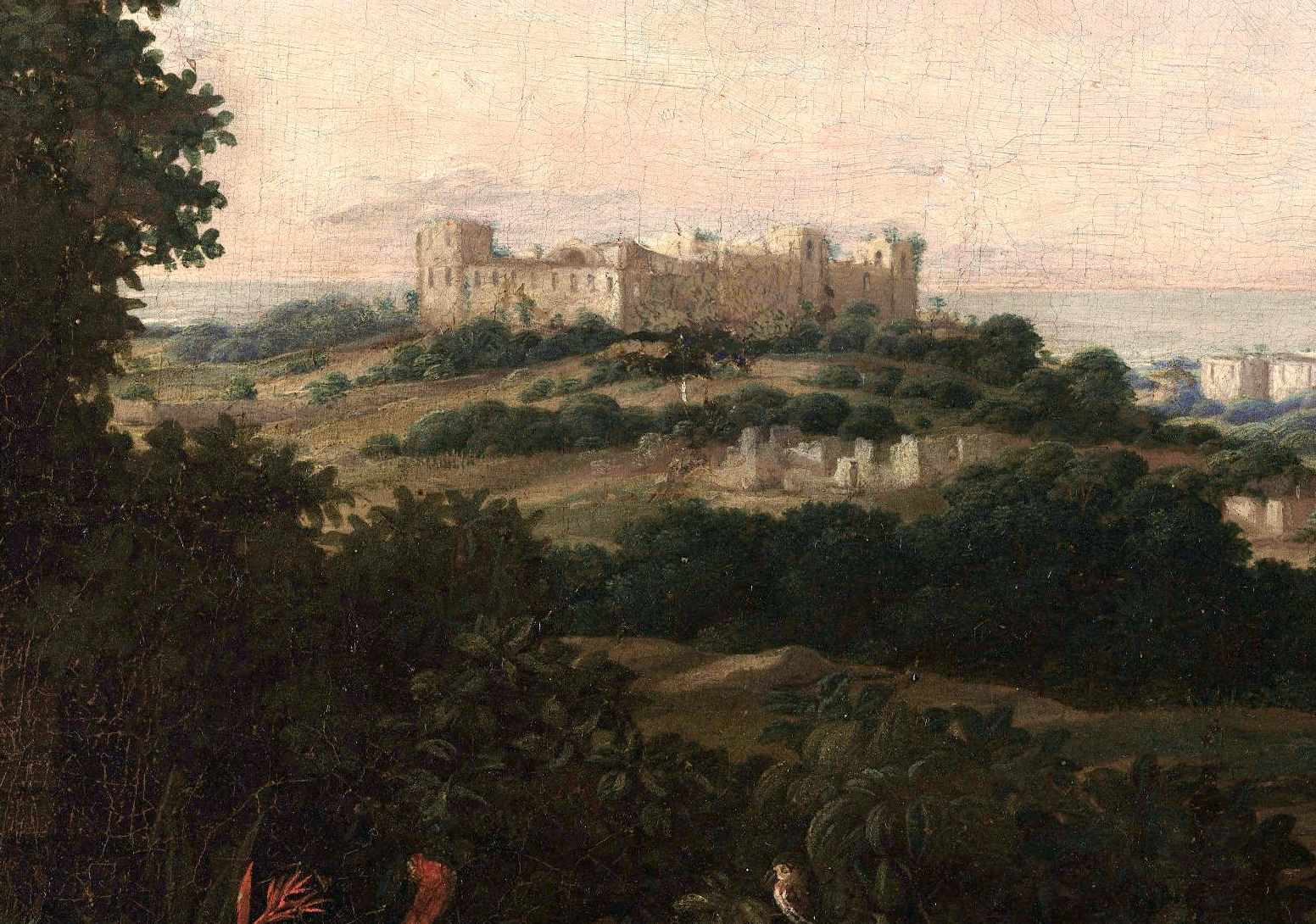
Ruínas do antigo Castelo de Duarte Coelho, em pormenor da obra do pintor Frans Post (c. 1650). Erguido a partir de 1536 em Olinda, foi a primeira casa-forte do Brasil.

A atividade arquitetônica no Brasil colonial inicia-se a partir da década de 1530, quando a colonização ganha impulso com a criação das Capitanias Hereditárias (1534) e a fundação das primeiras vilas, como Igarassu e Olinda, fundadas por Duarte Coelho cerca de 1535, e São Vicente fundada por Martim Afonso de Sousa em 1532. Mais tarde, em 1549, é fundada a cidade de Salvador por Tomé de Sousa como sede do Governo-Geral. O arquiteto trazido por Tomé de Sousa, Luís Dias, desenha então a capital da colônia, incluindo o palácio do governador, igrejas e as primeiras ruas, largos e casas, além da indispensável fortificação ao redor do povoamento.
A parte mais nobre da cidade de Salvador, que incluía construções em taipa como o palácio do governador, residências e a maioria das igrejas e conventos, foi edificada sobre um terreno elevado, a 70 metros sobre o nível da praia, enquanto junto à baía foram construídas as infraestruturas dedicadas às atividades comerciais. Outras cidades fundadas no século XVI, como Olinda (1535) e o Rio de Janeiro (1565), caracterizam-se por terem sido fundadas perto do mar mas sobre elevações do terreno, dividindo-se o povoamento em uma cidade alta e uma cidade baixa. De maneira geral a cidade alta abrigava a parte habitacional e administrativa e a parte baixa as áreas comercial e portuária, lembrando a organização das principais cidades portuguesas, como Lisboa, Porto e Coimbra, de origem na Antiguidade e época medieval. Essa disposição obedeceu a considerações de defesa, uma vez que nos primeiros tempos os assentamentos coloniais corriam constante risco de ataques de indígenas e europeus de outras nações. De fato, quase todas as primeiros povoados fundados pelos portugueses contavam com muros, paliçadas, baluartes e portas que controlavam o acesso ao interior.
O urbanismo colonial no Brasil se caracterizou frequentemente pela adaptação do traçado das ruas, largos e muralhas ao relevo do terreno e posição de edifícios importantes, como conventos e igrejas. Apesar de não seguirem o rígido padrão de tabuleiro de xadrez das fundações espanholas no Novo Mundo, atualmente se considera que muitas cidades coloniais, começando por Olinda e Salvador, tiveram suas ruas traçadas com relativa regularidade. Durante o período da União Ibérica (1580-1640), as cidades fundadas no Brasil tiveram maior regularidade, como é o caso de Felipeia da Paraíba (atual João Pessoa), fundada em 1585, e São Luís do Maranhão, traçada em 1615 por Francisco Frias de Mesquita, sendo que a tendência à regularidade dos traçados de centros urbanos aumentou ao longo do século XVII.
Destacam-se também as grandes obras urbanísticas realizadas no Recife durante o governo do Conde João Maurício de Nassau (1637-1643), que com o aterramento e construção de pontes, canais e fortes transformou o antigo porto de Olinda em cidade.
Um aspecto determinante no urbanismo colonial era a implantação de igrejas e conventos. Frequentemente a construção de edifícios religiosos era acompanhada pela criação de um adro ou uma praça junto ao edifício, assim como uma malha de ruas de acesso, organizando o espaço urbano. Em Salvador, por exemplo, a construção do Colégio dos Jesuítas no século XVI, fora dos muros da cidade, deu origem a uma praça - o Terreiro de Jesus - e fez da área um pólo de expansão da cidade. Outro exemplo notável de espaço urbano colonial é o Pátio de São Pedro, surgido a partir da construção da Concatedral de São Pedro dos Clérigos do Recife (depois de 1728). No Rio de Janeiro, a principal rua colonial, a Rua Direita (atual Rua Primeiro de Março), surgiu como ligação entre o Morro do Castelo, onde havia sido fundada a cidade, e o Mosteiro de São bento, localizado sobre o morro de mesmo nome. Outro aspecto importante era a implantação de monumentos religiosos em lugares altos, às vezes precedidos por escadarias, o que criava paisagens cenográficas de forte caráter barroco. No Rio, por exemplo, muitos mosteiros e igrejas foram construídos sobre morros, com suas fachadas voltadas para o mar, oferecendo um magnífico cenário para os viajantes que adentravam a Baía da Guanabara. A relação privilegiada entre topografia e igrejas também é marcante nas cidades mineiras, especialmente Ouro Preto e no Santuário de Congonhas. Nesta última a igreja de peregrinação se encontra no alto de um morro, precedido por um conjunto de capelas com a via sacra e uma escadaria decorada com estátuas de profetas.
No século XVIII, reformas realizadas pelo governo do Marquês de Pombal, ligadas em parte à necessidade de ocupar os limites com a América espanhola, levaram a uma maior presença de engenheiros militares na colônia e à fundação de várias vilas planejadas, nas quais estavam previstos os lugares para os edifícios administrativos, igrejas e símbolos do poder público. Assim, ao longo do século XVIII, muitas vilas foram criadas com urbanismo planificado nos atuais estados do Rio Grande do Sul, Mato Grosso, Goiás, Roraima, Amazonas e outros. Além disso, em alguns lugares se adotaram padrões comuns de fachadas para edifícios com o objetivo de criar um conjunto urbano harmônico, como se observa na cidade baixa de Salvador em meados do século XVIII. Em Minas Gerais, onde o ciclo do ouro favoreceu o rápido crescimento de vilas em terrenos acidentados sem nenhum planejamento, também houve algumas importantes intervenções urbanísticas. O traçado da cidade de Mariana, localizada em um terreno relativamente plano, foi reformada com regularidade em 1745 por José Fernandes Pinto Alpoim. Na mesma época, várias casas foram demolidas no centro de Ouro Preto para a criação de uma monumental praça, a atual Praça Tiradentes, onde foram implantados a Casa da Câmara e o Palácio dos Governadores. Melhoramentos urbanísticos foram mais frequentes à medida que avançou a colonização. Em Salvador, grandes aterros no século XVIII permitiram o desenvolvimento da cidade baixa, antes restrita a uma estreita faixa de terra. No Rio de Janeiro, lagoas e pântanos foram aterrados para permitir a expansão e melhorar a salubridade da cidade.
Também no Rio foi construída talvez a maior obra de infraestrutura realizada no Brasil colonial: o Aqueduto da Carioca, inaugurado definitivamente em 1750. O aqueduto trazia água do rio de mesmo nome ao centro da cidade, alimentando vários chafarizes, alguns dos quais ainda existem. Um deles se localizava no Largo do Paço (atual Praça XV), urbanizado no início dos anos 1740 por José Fernandes Pinto Alpoim à imagem da Praça da Ribeira de Lisboa. O cais do largo ganharia mais tarde um monumental chafariz, projetado por Mestre Valentim e terminado em 1789.
O Rio de Janeiro, capital da colônia desde 1767, foi o principal foco de intervenções urbanísticas entre os séculos XVIII e XIX. A mais importante foi a criação do Passeio Público entre 1789 e 1793. O desenho do parque, realizado segundo um projeto de Mestre Valentim, incluiu alamedas geométricas arborizadas, fontes e estátuas. Para construir o parque foi necessário uma grande intervenção urbanística, com a destruição de um morro e o aterro de uma lagoa. Mais tarde, com a chegada da Família Real Portuguesa em 1808, o Rio ganhou ainda o Jardim Botânico, o primeiro no Brasil Colônia.

## Arquitetos

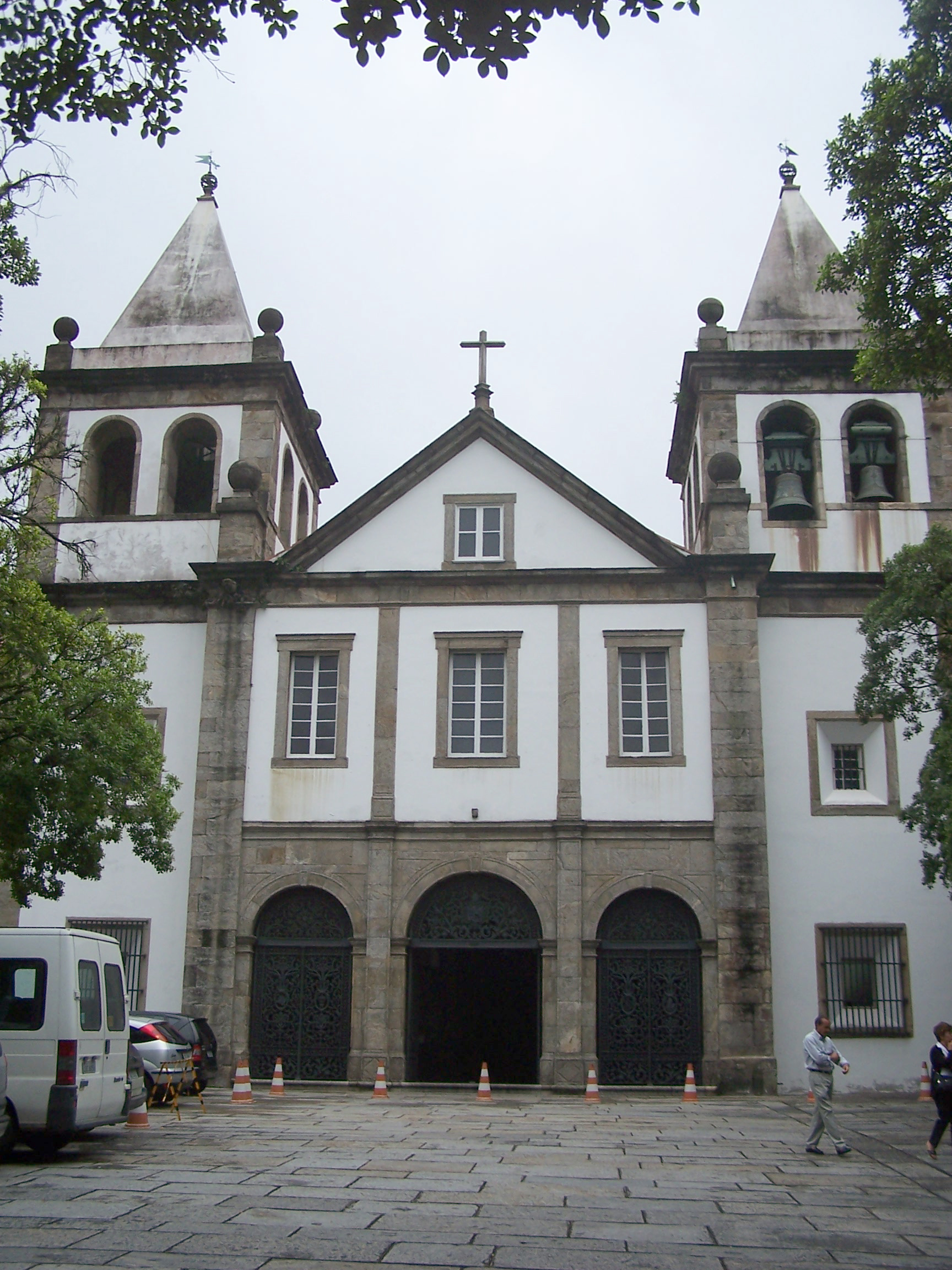
Fachada da igreja do Mosteiro de São Bento do Rio de Janeiro (1633-c.1677).

Os responsáveis pelos projetos arquitetônicos ("riscos") da colônia ficaram, em grande parte, no anonimato, até mesmo no caso de alguns grandes conventos e igrejas. Entre os autores conhecidos há religiosos e muitos engenheiros-militares, estes últimos com sólidos conhecimentos teóricos de arquitetura. Outros tinham um conhecimento mais prático, como os mestres-de-obras, mestres-pedreiros e carpinteiros.
As ordens religiosas como a dos Jesuítas, Beneditinos, Franciscanos e Carmelitas, das primeiras a se fixarem no Brasil, possuíam em seus quadros arquitetos e construtores notáveis, e com eles se iniciou uma grande tradição de construções religiosas cada vez mais ricas e imponentes. Por exemplo, o arquiteto jesuíta Francisco Dias, que havia trabalhado na construção da igreja jesuíta lisboeta, chegou ao Brasil em 1577. Trabalhou na Igreja da Graça de Olinda (o único dos seus projetos ainda existente), e construiu os colégios jesuítas do Rio de Janeiro, Santos e outros. Outro importante arquiteto religioso foi frei Macário de São João, um beneditino a quem são atribuídos os projetos seiscentistas das igrejas do Mosteiro de São Bento e da Misericórdia de Salvador, entre outros.
Os engenheiros militares eram, em sua maioria, portugueses, sendo alguns de outras nacionalidades, especialmente italianos a serviço de Portugal. Estes engenheiros não ergueram apenas fortes, mas foram responsáveis também por delinear povoamentos e projetar edifícios administrativos e até construções religiosas. Um exemplo destacado no século XVII foi Francisco Frias de Mesquita, que esteve no Brasil entre 1603 e 1635 e construiu várias fortalezas, delineou a cidade de São Luís do Maranhão (após 1615) e projetou a igreja do Mosteiro de São Bento do Rio de Janeiro (1617).
Ao longo do século XVIII, os engenheiros militares portugueses projetaram algumas das obras mais importantes da arquitetura colonial. José Fernandes Pinto Alpoim, por exemplo, projetou no Rio de Janeiro o Paço Imperial, o Convento de Santa Teresa, urbanizou o Largo do Paço e terminou a obra do Aqueduto da Carioca. Em Minas Gerais, projetou o Palácio dos Governadores de Ouro Preto e delineou a cidade de Mariana. No Rio, a Igreja da Candelária foi projetada por Francisco João Roscio, outro engenheiro militar português. Em Ouro Preto, Pedro Gomes Chaves projetou a Igreja Matriz de Nossa Senhora do Pilar, enquanto que na Bahia, Manuel Cardoso de Saldanha projetou a notável Igreja de Nossa Senhora da Conceição da Praia, com planta e fachada inovadoras. Obviamente, os engenheiros militares portugueses também construíram fortalezas. No sul, por exemplo, José da Silva Pais construiu um elaborado sistema de fortes para defender a Ilha de Santa Catarina.

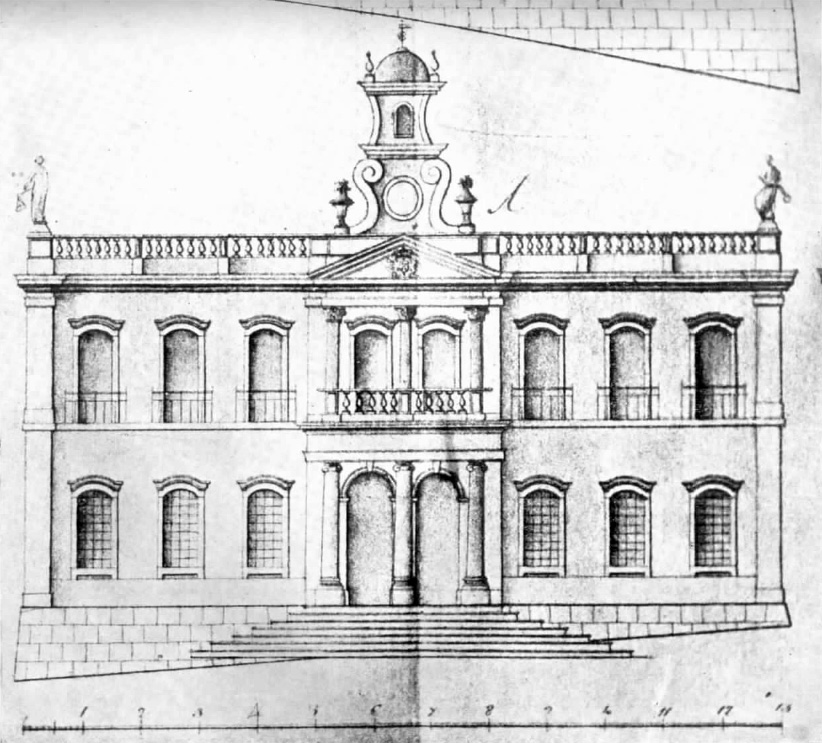
Projeto para a fachada da Casa da Câmara e Cadeia de Ouro Preto (atual Museu da Inconfidência), datado de 1784 (Arquivo Nacional de Lisboa).

A necessidade crescente de profissionais capacitados nas colônias levou o governo colonial a criar as chamadas Aulas de Fortificação e Arquitetura Militar, que representam as primeiras escolas dedicadas ao ensino de arquitetura no Brasil. A primeira foi criada em Salvador em 1699, junto com a do Recife na mesma época. Em 1735, criou-se uma Aula no Rio de Janeiro, na qual o já citado Pinto Alpoim foi o primeiro professor. A partir dessas aulas começaram a surgir os primeiros engenheiros militares formados no Brasil. Um exemplo destacado foi José António Caldas (1725-1767), nascido na Bahia e aluno de Manuel Cardoso de Saldanha na Aula de Salvador. Trabalhou em vários projetos de engenharia e arquitetura no nordeste, inclusive nas reformas da Catedral de Salvador (já demolida). Foi também enviado à costa ocidental da África para executar tarefas de engenharia. A partir de 1761, foi professor na Aula de Salvador, no qual se havia formado.
Outros grupos importantes foram os de mestres-pedreiros e mestres-de-obras, que em princípio eram os responsáveis pela execução dos trabalhos mas frequentemente também criaram projetos arquitetônicos. Estes profissionais não tinham formação teórica em arquitetura mas tinham muito conhecimento prático, adquirido nos canteiros de obras. Entre estes profissionais que elaboraram riscos arquitetônicos notáveis está Manuel Ferreira Jácome, mestre-pedreiro, autor da Igreja de São Pedro dos Clérigos no Recife. Em Minas Gerais a presença destes mestres foi muito marcante e incluíram nomes como José Pereira dos Santos, José Pereira Arouca e Francisco de Lima Cerqueira, este último responsável pela Igreja de São Francisco de Assis de São João del-Rei.
Também houve criadores de projetos que não foram construtores. Um exemplo importante foi Antônio Pereira de Sousa Calheiros, que era doutor em leis mas que projetou as Igrejas do Rosário de Ouro Preto e Mariana. Luís da Cunha Meneses, governador colonial, projetou a monumental Casa da Câmara e Cadeia de Ouro Preto. Também é importante citar Antônio Francisco Lisboa, o Aleijadinho, que foi primariamente escultor mas também autor de importantes projetos arquitetônicos.

## Técnicas e materiais

### Paredes

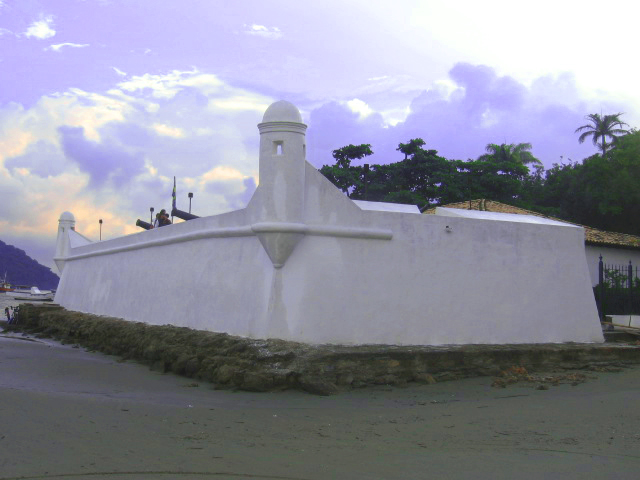
O Forte de São João da Bertioga, construído em alvenaria de pedra nos finais do século XVII a partir de uma paliçada construída no século XVI.

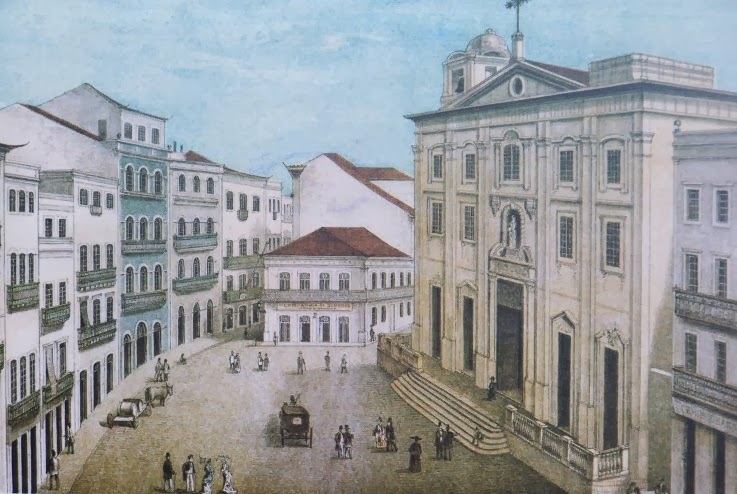
O antigo Largo do Pelourinho do Recife e a Igreja do Corpo Santo com sua fachada em pedra lioz.

Inicialmente, a arquitetura colonial utilizou as técnicas da taipa de pilão e pau a pique, de rápida construção e que utilizava materiais abundantes na colônia: barro e madeira. Logo se adotaram também a alvenaria de pedra ou tijolos de adobe para levantar paredes, que permitiam a construção de estruturas maiores e a inclusão de madeiramento para pisos e tetos.
O pau a pique, também chamado de taipa de sebe, taipa de mão, taipa de sopapo ou barro armado, foi um dos sistemas construtivos mais utilizados no período colonial. Isso deu-se devido a seu baixo custo, já que todos seus materiais são naturais, além de possuir boa resistência e durabilidade. Era muito conhecido pelos indígenas e pelos negros africanos, e sua maior incidência era nas áreas que correspondem às atuais regiões Nordeste e Sudeste. Sua versão mais pura tem como estrutura mestra peças de madeira compostas por peças horizontais superiores (frechais), peças horizontais inferiores (baldrames) e peças verticais (esteios). As peças são unidas de modo a formar uma trama, amarrada por cordões de seda, linho, cânhamo ou buriti. Por fim, o barro é jogado por cima.
Um sistema, parecido com o pau a pique é o enxaimel, comum na região sul, o qual, no entanto, usa alvenaria para a vedação.
Outro sistema muito utilizado, principalmente para as divisórias internas é o tabique, que consiste numa estrutura de vigas de madeira revestida por tábuas. É um sistema de grande facilidade e simplicidade em sua execução. Para os sistemas, as madeiras mais utilizadas na época eram de aroeira, braúna, ipê, peroba, jatobá, entre outras.
No Brasil o uso da taipa de pilão também se popularizou, basicamente por responder positivamente aos desafios da época, pois quando bem utilizada apresenta um baixo consumo de energia no processo de fabricação. As matérias primas utilizadas na produção da taipa de pilão são de fácil acesso e na maior parte das vezes não é necessário transporte. Além dessa característica a taipa possui uma ótima inércia térmica, ideal para o clima do litoral brasileiro, e permite trocas de umidade com o meio externo.
A cantaria era utilizada nos edifícios mais nobres, em geral como reforço nos cunhais (cantos) de edifícios grandes e nas vergas de portais e janelas. Pouquíssimos edifícios foram construídos exclusivamente em cantaria, sendo um exemplo preservado a Casa-Forte de Garcia d'Ávila na Bahia, erguida em sua maior parte no início dos anos 1600. Mesmo nos séculos seguintes poucas igrejas foram construídas com fachadas integralmente de pedra.
De início, a alvenaria de pedra foi usada principalmente na construção de fortificações assentadas em pedras secas, sem nivelamento, no sentido de fornecer maior solidez às edificações para resistir aos constantes ataques indígenas, a exemplo da antiga Fortaleza dos Reis Magos em Natal. Com a chegada da companhia jesuíta ao Brasil, fomentou-se o uso da pedra e cal — alvenaria de pedra aparelhada com argamassa de cal e areia — como método construtivo, a maneira da arquitetura portuguesa.
Na edificação dos novos monumentos jesuítas no litoral, era comum o uso da pedra do reino, o lioz, uma espécie de semimármore, importado de Portugal já talhado, que vinha trazido como lastro nos navios portugueses, sendo empregado integralmente no Convento Conceição da Lapa. Como cidades litorâneas e de maior importância para a colônia, Rio de Janeiro, Salvador e Recife desfrutaram desse luxo, enquanto que em regiões mais interioranas foi necessária a exploração da matéria-prima de abundância local, de forma que o arenito é muito visto aplicado em alvenaria com argamassa de barro, não apenas em construções de cunho público ou religioso, mas também em moradias.

### Coberturas

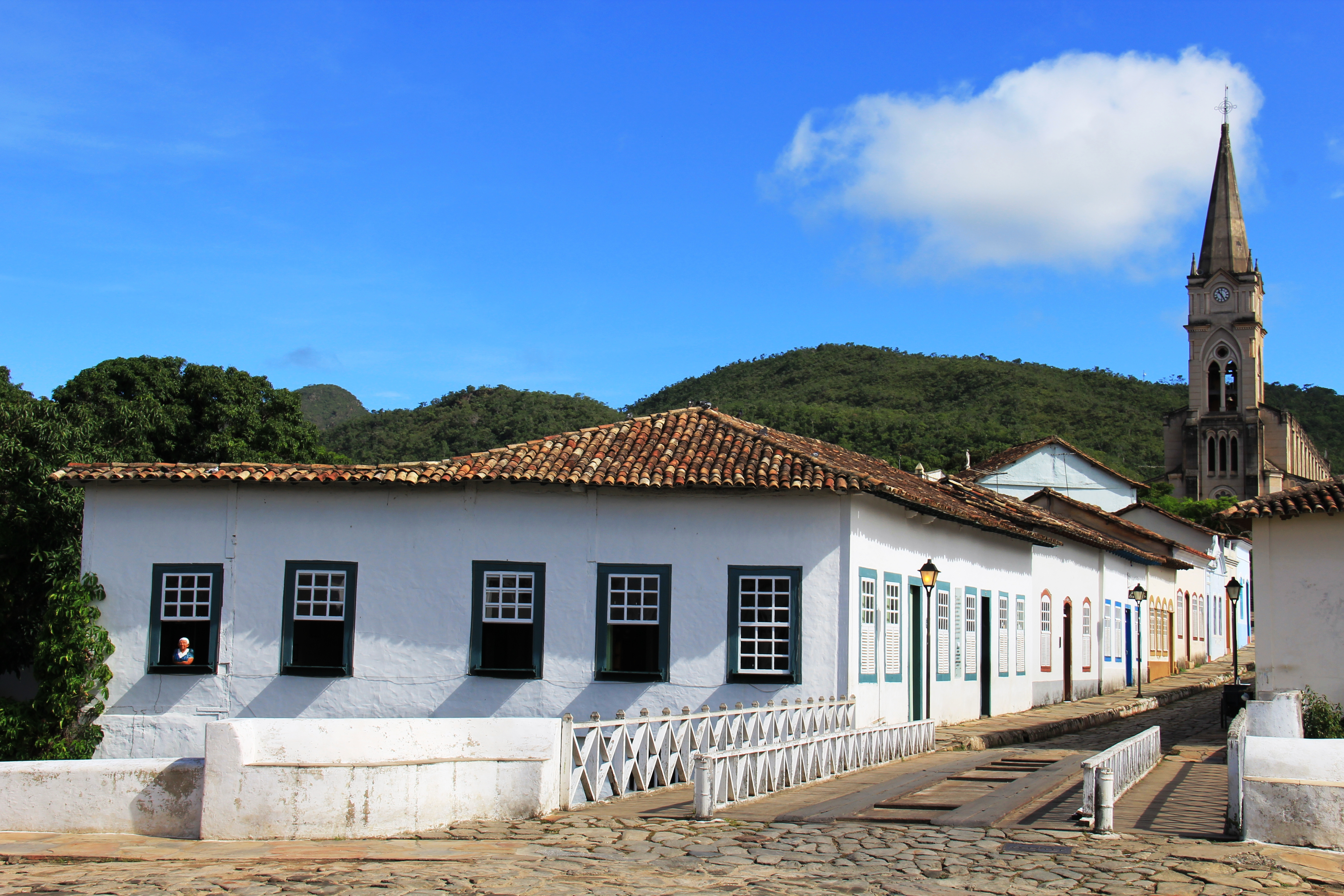
Casa Velha da Ponte, na cidade de Goiás.

Nos primeiros tempos, as coberturas das casas eram feitas simplesmente com palha (sapé), como as ocas indígenas ou certas moradias de influência africana, subsistindo ainda hoje em áreas rurais. A telha de barro (cerâmica) foi inicialmente utilizada nos edifícios mais abastados antes de popularizar-se.
Dentre os tipos de telha utilizados no período, estão:
- telhas canal, também chamadas de telhas colonial, de capa e canal, capa e bica, "feitas nas coxas"; fora do Brasil, são conhecidas como telhas árabes ou mouriscas;
- telhas francesas, ou marselha;
- telhas romanas.

Havia vários tipos de tesoura, feitas de madeira, às vezes complementadas por caibros. Um elemento importante dos telhados eram os beirais, que protegiam as paredes de barro das águas da chuva. Era comum que os caibros sob os beirais fossem esculpidos como ornamentação, sendo chamados cachorros. Havia ainda elementos que complementavam ou funcionavam como uma extensão aos telhados principais: as varandas e alpendres. Enfim, os forros em geral eram planos.

### Esquadrias

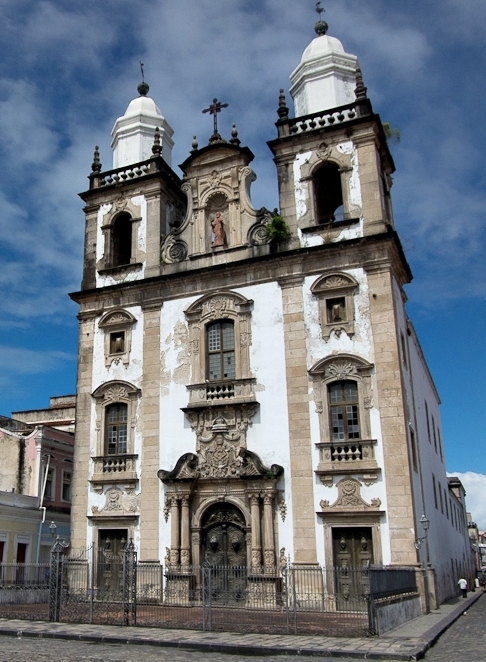
Concatedral de São Pedro dos Clérigos, Recife.

As folhas de portas e janelas eram de madeira, semelhantes às contemporâneas. Havia folhas de réguas (vergas retas), de almofadas, de treliças (urupemas), de rendas de madeira, com postigos, etc. Mais recentemente, surgiram as folhas de pinásios (com espaços para vidros), que substituíram as folhas cegas.
As folhas tinham vários modos de funcionamento:
- abertura horizontal, ou à francesa, hoje chamada de basculante;
- abertura vertical, chamadas de gelosias ou rótulas;
- abertura guilhotina, ou à inglesa.

No caso de paredes grossas, era comum chanfrar (cortar) a parede ao redor da janela. O espaço maior do vão obtido aumentava a luminosidade do ambiente, e podia receber assentos (conversadeiras). Dentre elementos adicionais, estavam peitoris, sacadas, balcões, muxarabis, seteiras, aldrabas, etc.

### Pavimentos
Os pavimentos internos podiam ser pisos de terra batida, pisos de ladrilhos de barro, pisos de tábuas (assoalho, especialmente em pavimentos elevados), ou lajeados (de mármore, no caso de edifícios nobres).
Entre os externos, estavam:
- lajeados: lajes de pedra (arenitos, gneisses ou calcários), assentados com argamassa de barro;
- pés-de-moleque: assentamento de seixos rolados (pedras de rio) sobre a terra batida;
- capistranas: assentamento de uma faixa contínua de grandes lajes no meio de uma via pública, ladeada com seixos ou lajes pequenas.

### Outros
As pinturas das paredes geralmente eram caiadas, feitas com cal obtida a partir de mariscos, de pedra ou tabatinga. Já as madeiras eram pintadas a cola, têmpera ou óleo. Dentre os corantes usados, estavam o anil ou índigo (azul), o sangue de drago e urucum (vermelho), a açafroa (amarelo), a braúna (preto), o ipê e a cochonilha (cor de rosa).
Os alicerces eram em geral fundações diretas (rasas), feitas de alvenaria de pedra. No entanto, nas construções de pau a pique e enxaimel, havia esteios de madeira, tratados com fogo, enterrados com 2 a 4 m de profundidade.

## Arquitetura religiosa: maneirismo e estilo chão (séculos XVI-XVII)
| |  |                                                                     |
| Igreja de Nossa Senhora da Graça de Olinda, uma das mais antigas do Brasil (finais do século XVI). |  | Igreja jesuíta de São Pedro da Aldeia, construída a partir de 1617. |

Os primeiros templos religiosos construídos no Brasil seguiam o estilo tardo-renascentista ou maneirista português, conhecido como estilo chão. Esta estética caracteriza-se pelas fachadas compostas por figuras geométricas básicas, frontões triangulares, janelas próximas ao quadrado e paredes marcadas pelo contraste entre a pedra e as superfícies brancas, de caráter bidimensional. A decoração é escassa e circunscrita em geral aos portais, ainda que os interiores são ricos em altares, pinturas e azulejos.
Assim, as primeiras igrejas brasileiras tem nave e capela-mor de planta retangular, com uma ou três naves, janelas simples e uma fachada retangular ou quadrada encimada por um frontão triangular, podendo ter uma ou duas torres laterais. Ao longo do século XVII aparecem frontões adornados com volutas de caráter maneirista. Nessa primeira fase, os principais modelos das igrejas coloniais foram as igrejas de São Roque e São Vicente de Fora de Lisboa.
Hoje em dia restam poucos exemplos da arquitetura quinhentista no Brasil, uma vez que boa parte das edificações mais antigas foi ou destruída ou muito alterada. Exemplos raros de arquitetura religiosa quinhentista são a Igreja Matriz de São Cosme e São Damião de Igarassu (começada em 1535 e depois reformada) e a Igreja da Graça em Olinda, construída no último quartel do século XVI, com uma fachada maneirista inspirada na Igreja de São Roque de Lisboa. O arquiteto desta última, irmão Francisco Dias, havia trabalhado na construção da igreja lisboeta e projetou outras igrejas jesuítas no Brasil com arquitetura similar.
Desde o século XVI, os jesuítas construíram igrejas e colégios em regiões isoladas para promover a conversão dos indígenas ao Cristianismo. Alguns exemplos importantes de igrejas jesuítas dos primeiros tempos da colonização são as de São Pedro d'Aldeia (RJ), Nova Almeida (ES), Embu (SP) e a Capela de São Miguel em São Miguel Paulista (SP), todas datando do século XVII ou início do XVIII. Na metrópole de São Paulo, que surgiu ao redor de um aldeamento jesuíta, a fachada seiscentista da antiga igreja e colégio jesuíta (conhecido como Pátio do Colégio) foi reconstruída fielmente com base em iconografia antiga. A fachada mostra os traços seiscentistas do estilo chão inicial, inclusive com um frontão triangular. Em contraste, no Rio de Janeiro, a importante igreja jesuítica do Morro do Castelo, fundada em 1567, foi demolida em 1922 na reurbanização da área onde se localizava. Semelhantes às de São Paulo e Rio foram a igreja e colégio jesuítas de Santos, demolidos no século XIX mas bem conhecidos por plantas e desenhos.
|                                                                                     |  | |
| Fachada maneirista da antiga Igreja Jesuíta de Salvador (2ª metade do século XVII). |  | Igreja do convento franciscano de João Pessoa, que foi construído no século XVIII com base no convento franciscano de Cairu (século XVII). |

Várias igrejas do século XVII, de caráter maneirista, ainda sobrevivem no Brasil. Um exemplo é a igreja do Mosteiro de São Bento do Rio de Janeiro, construído entre 1633 e 1677 com base a um projeto de 1617. A fachada é composta por formas geométricas, com um frontão triangular, ladeada por duas torres e com uma galilé com três portais, semelhante à Igreja de São Vicente de Fora de Lisboa. Um exemplo mais tardio é a antiga igreja jesuíta, atualmente Catedral de Salvador, datada de 1652-1672, com uma fachada maneirista encimada por volutas e com duas torres, características semelhantes à igreja jesuíta de Coimbra (atual Sé Nova de Coimbra). O interior, de nave única com capelas laterais e transepto e capela-mor pouco profundos, é baseado em São Roque de Lisboa. A igreja jesuíta de Salvador inspiraria outras na região, como a igreja do Convento de São Francisco de Salvador.
Por volta da metade do século XVII surgiram igrejas que, apesar de não terem plantas curvas barrocas, apresentam fachadas principais cenográficas, que fogem das rígidas formas anteriores. Um importante exemplo é a Igreja do Convento Franciscano de Cairu, na Bahia, construída a partir de 1654. A entrada da igreja é precedida por uma galilé formada por cinco arcos, com dois andares superiores escalonados flanqueados por volutas. O frontão da igreja, no terceiro andar, contém um nicho com a imagem de Santo Antônio, e a torre única da igreja encontra-se recuada em relação à fachada. Esse esquema de fachada, cujo protótipo maneirista pode ser a da igreja franciscana de Ipojuca, fez escola no Nordeste, dando origem, entre outras, às igrejas dos conventos franciscanos de Paraguaçu (Bahia), Olinda, Igarassu (Pernambuco) e João Pessoa (Paraíba), este último construído já no século XVIII com uma fachada ricamente decorada. Os conventos franciscanos nordestinos estavam organizados ao redor de um nobre claustro de dois pisos (datando já do século XVIII), de ordem toscana, frequentemente decorados com azulejos portugueses. Em frente aos conventos, um amplo adro com um cruzeiro aumentava a imponência e importância urbanística do conjunto. As várias características em comum levaram alguns autores a considerar a os conventos franciscanos nordestinos a formar uma "escola" arquitetônica, a chamada "escola franciscana do nordeste".
Em Salvador, na segunda metade do século XVII, ergueram-se algumas igrejas conventuais majestosas, de traça atribuída a frei Macário de São João: a do Mosteiro de São Bento e a do Convento de Santa Tereza, este último muito similar ao Convento dos Remédios de Évora, em Portugal. Essas igrejas possuem nave única com cúpula sobre o transepto, um modelo arquitetônico pouco utilizado no Brasil colonial.

## Arquitetura religiosa: barroco e rococó (século XVIII)

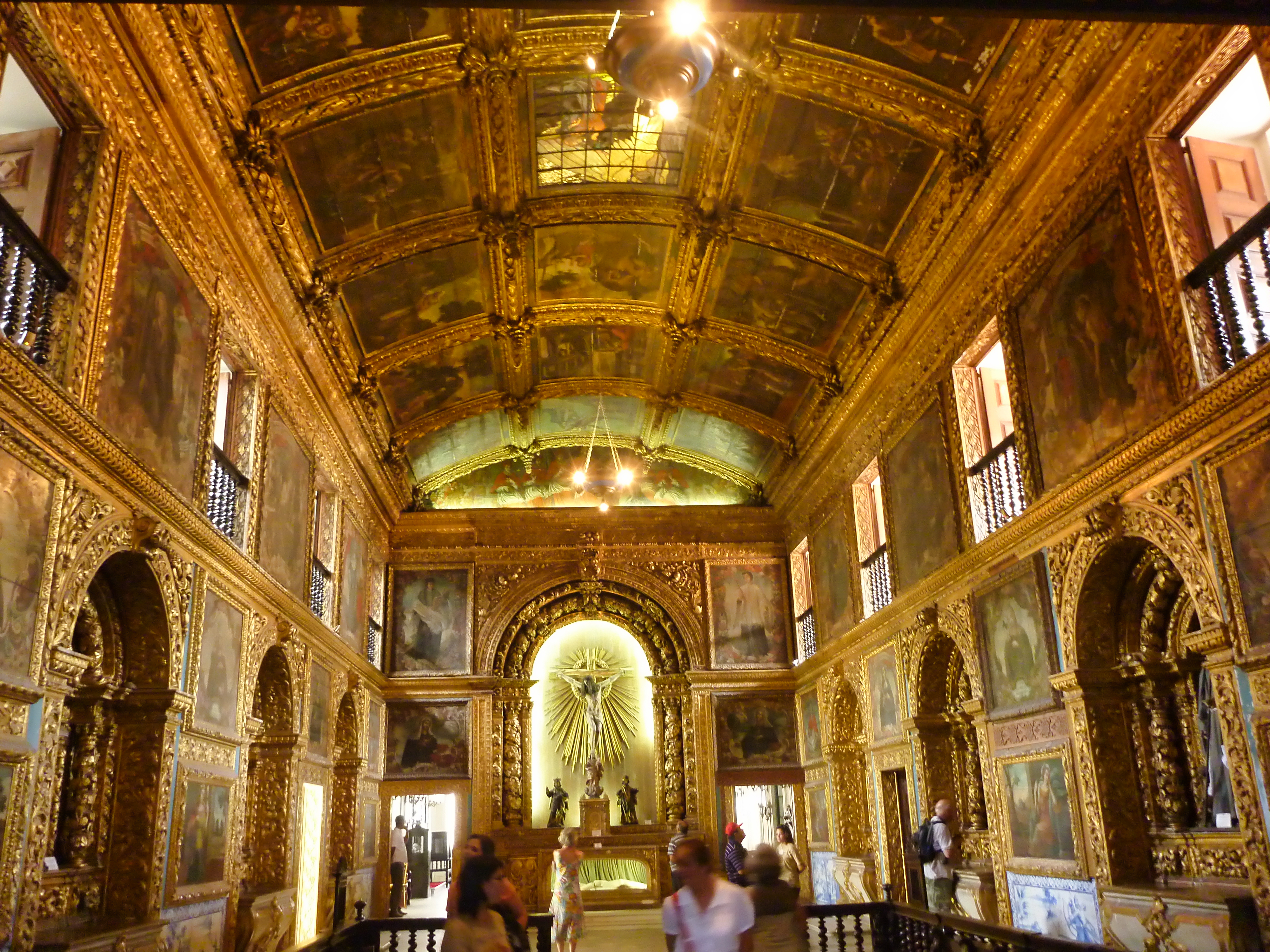
Talha dourada em estilo nacional português na Capela Dourada no Recife, primeiro templo brasileiro a ser integralmente coberto de decoração barroca (1696-1724).

Na arquitetura, o barroco utiliza os motivos derivados da arquitetura clássica mas os combina de maneira dinâmica, buscando criar efeitos ilusionistas e cenográficos em fachadas e interiores. Na Europa, especialmente na Itália e nos países germânicos, os edifícios barrocos se caracterizam pelas fachadas e plantas curvilíneos e ondulantes. No Brasil Colônia, o barroco arquitetônico chegou tarde, refletindo a tardia adoção do estilo na própria metrópole. Curvas ou ondulações em fachadas e plantas foram raras.

### A importância da talha e pintura
Os interiores das igrejas coloniais devem ser vistos não só em termos arquitetônicos mas também decorativos, pois os ambientes internos eram muitas vezes definidos pela harmoniosa interação entre talha dourada, pintura e azulejaria, típica da arte portuguesa.
Antes de influenciar a arquitetura, o estilo barroco chegou ao Brasil Colônia em meados do século XVII na forma de retábulos de talha dourada do chamado estilo nacional português. Esse estilo caracteriza-se pelos retábulos formados por arcos concêntricos de densa carga escultória, com motivos vegetalistas e anjos, muitas vezes sustentados por colunas salomônicas. A talha não se restringia aos retábulos, mas muitas vezes cobria todas as superfícies das igrejas e capelas, podendo ser enriquecida por pinturas e azulejos. Um exemplo importante é a igreja maneirista do Mosteiro de São Bento do Rio de Janeiro, cujo interior foi totalmente coberto de talha barroca a partir das últimas décadas do século XVII.

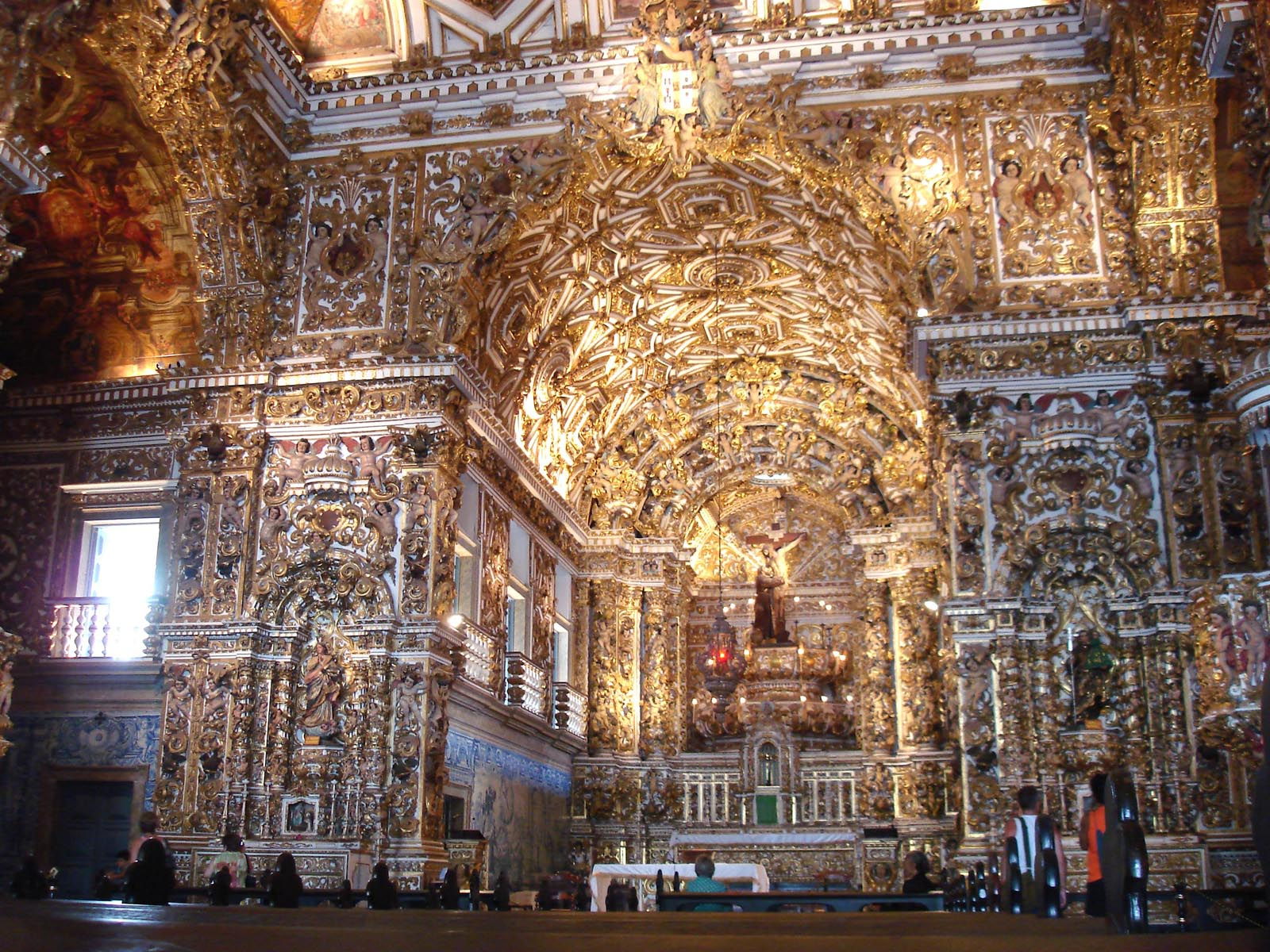
Talha dourada barroca no interior da Igreja de São Francisco de Salvador (executada no decorrer do século XVIII).

Já na primeira metade do século XVIII foi concluída a Capela Dourada da Ordem Terceira de São Francisco, no Recife, e executada a maior parte da decoração da Igreja de São Francisco de Salvador. Ambas são integralmente cobertas de talha, pinturas e azulejos. Na década de 1720 a talha em estilo nacional português foi sucedida pelo estilo joanino, de forte influência do barroco romano, cujo exemplo pioneiro no Brasil (1726-1740) é a que cobre integralmente o interior da Igreja da Ordem Terceira de São Francisco da Penitência no Rio de Janeiro. Um exemplo antigo em Minas Gerais é a Igreja Matriz Nossa Senhora do Pilar em Ouro Preto, com magnífica talha joanina na nave e capela-mor datando das décadas de 1730-50. Em meados do século a talha evoluiu a formas rococós, em que os ornatos são mais delicados, não chegando a cobrir toda a superfície disponível dos interiores. Nessa fase brilharam escultores como Antônio Francisco Lisboa (Aleijadinho), Valentim da Fonseca e Silva (Mestre Valentim) e muitos outros. No final da fase colonial a talha já começa a adotar formas neoclássicas.
A pintura, especialmente a em perspectiva de caráter ilusionista, também teve papel importante na decoração de interiores, particularmente nos forros de madeira dos tetos das naves. A mais antiga no Brasil foi a da já mencionada Igreja da Ordem Terceira de São Francisco da Penitência no Rio (Caetano da Costa Coelho, 1736-1743). Outros célebres exemplos mais tardios são as pinturas dos forros da Igreja de Nossa Senhora da Conceição da Praia, em Salvador (José Joaquim da Rocha, depois de 1772) e o da Igreja de São Francisco de Assis de Ouro Preto, de Mestre Ataíde (1801-1812).
Os azulejos importados de Portugal também tiveram papel importante na decoração interior de igrejas no Nordeste e Rio de Janeiro. Não em Minas Gerais, devido à fragilidade e alto custo do frete.

### Barroco religioso litorâneo

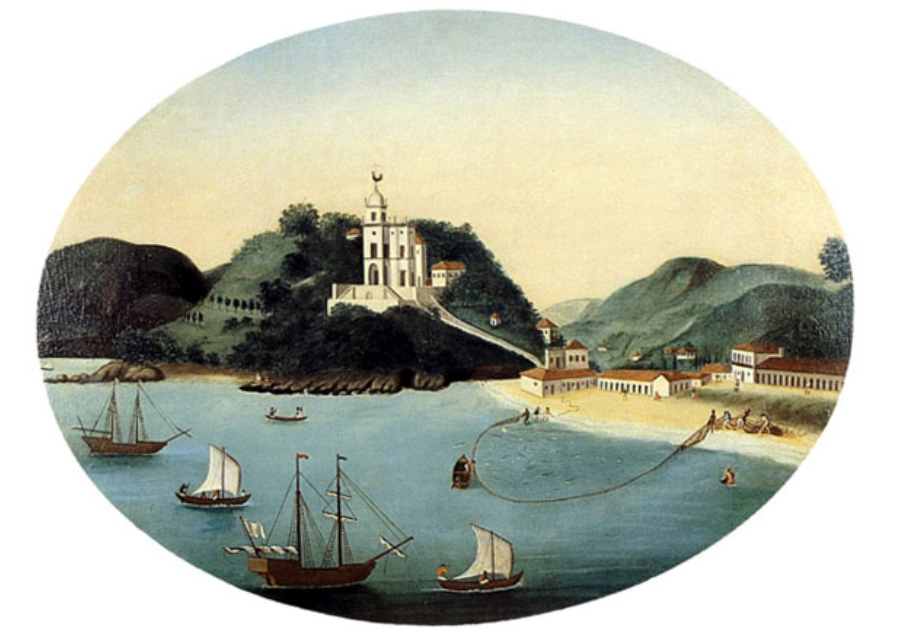
Igreja da Glória do Rio de Janeiro retratada por Leandro Joaquim (1790).

Ao longo do século XVIII, a esmagadora maioria dos edifícios religiosos no Brasil, assim como em Portugal, continuaram utilizando as rígidas plantas ligadas ao estilo maneirista chão, com naves e capelas de forma retangular ou quadrada, sem nenhum tipo de movimentação como plantas curvas ou poligonais. Em todo o Brasil Colônia, não chegam a vinte o número de igrejas com plantas barrocas que se afastam do esquema chão tradicional. Estas igrejas se localizam em umas poucas localidades: Recife e Salvador, com um exemplar cada uma, e Rio de Janeiro e algumas vilas em Minas Gerais, com os restantes.
Nas demais igrejas do século XVIII, o estilo barroco ficou restrito aos motivos decorativos de fachadas e interiores, com muitos exemplares por todo o Brasil. Entre estas, um exemplo inusitado é o da Igreja da Ordem Terceira de São Francisco, em Salvador, construída a partir de 1703 com uma fachada totalmente esculpida ao estilo barroco Churrigueresco das igrejas hispano-americanas. O estilo dessa fachada, porém, não teve continuidade em outros edifícios.

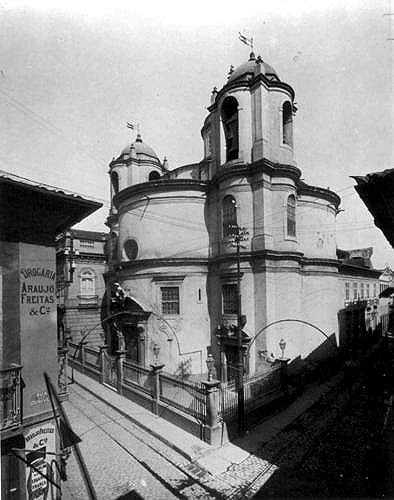
Igreja de São Pedro dos Clérigos (1733-38) do Rio de Janeiro, numa foto de Marc Ferrez. A igreja de linhas curvas foi demolida em 1944.

Uma das primeiras igrejas com planta de influência barroca no Brasil Colônia é a Igreja da Glória no Rio de Janeiro, construída provavelmente na década de 1730 e atribuída ao engenheiro-militar José Cardoso Ramalho com base na tradição oral. A igreja tem a forma de dois prismas octogonais alongados e justapostos, com a torre única situada na frente. Na base da torre há um pequeno pórtico com arcadas onde se encontra a entrada principal. A planta é absolutamente original, tanto para o Brasil como para Portugal, sendo um verdadeiro marco na arquitetura luso-brasileira. Outra igreja importante no Rio de Janeiro, infelizmente demolida no século XX, foi a Igreja de São Pedro dos Clérigos, datada de 1733-1738. Essa igreja tinha uma nave de planta elíptica ladeada de ábsides curvas. A fachada, curva, era flanqueada por duas torres circulares. São Pedro dos Clérigos do Rio foi a primeira com essas características construída no Brasil, e provavelmente influenciou as plantas elípticas de certas igrejas mineiras construídas mais tarde. No Rio de Janeiro, também as igrejas da Conceição e Boa Morte (finalizada em 1758), Nossa Senhora Mãe dos Homens (começada em 1752) e Lapa dos Mercadores (c. 1747), tem plantas que incorporam segmentos elípticos ou poligonais.
Outro notável monumento do período é a Igreja de São Pedro dos Clérigos no Recife, construída entre 1728 e 1782 e projetada por Manuel Ferreira Jácome. O espaço interno da nave da igreja tem forma octogonal, como a da Glória do Rio, mas o exterior é de planta retangular, escondendo a organização interior. Em Salvador, em 1739, começou a construção da imponente Igreja de Nossa Senhora da Conceição da Praia, projetada pelo engenheiro-militar Manuel Cardoso de Saldanha em Portugal. Os cantos da nave são chanfrados, dando ao interior uma forma poligonal, semelhante a igrejas portuguesas como a Igreja do Menino Deus de Lisboa (1711). As duas torres na fachada estão dispostas em diagonal, acompanhando a forma da nave. As pedras da igreja foram cortadas em Portugal e despachadas a Salvador junto ao mestre encarregado de dirigir a construção.

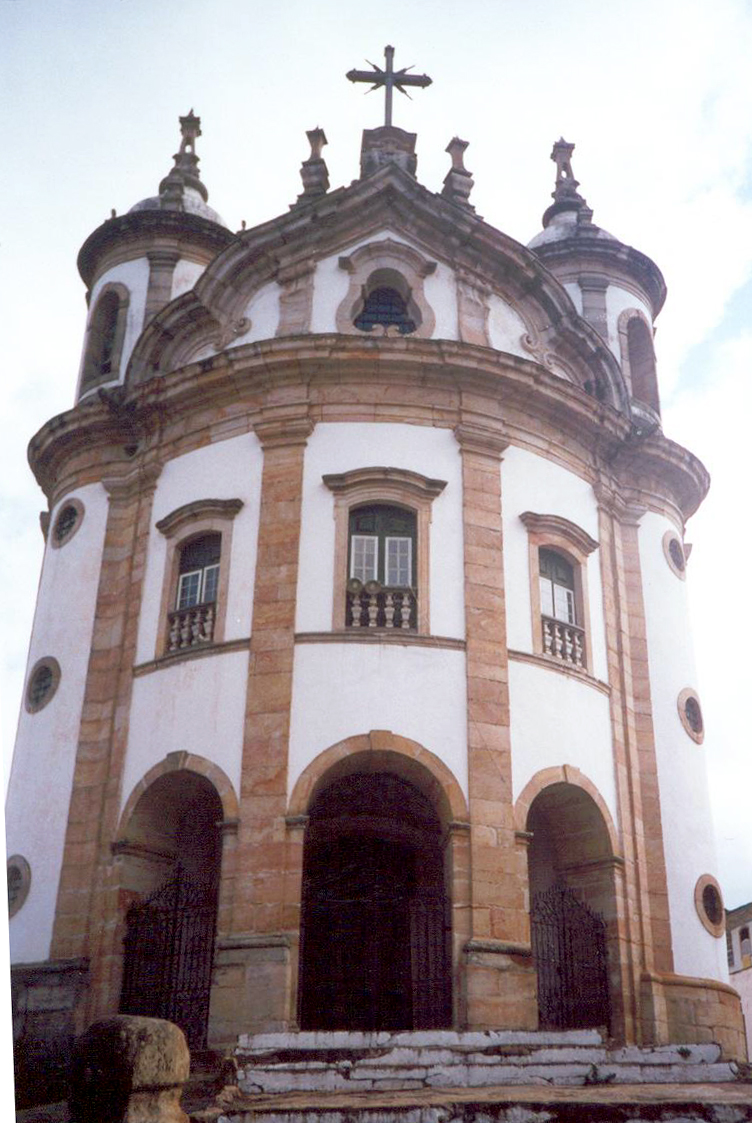
Igreja de Nossa Senhora do Rosário dos Pretos de Ouro Preto (começada em 1757), com superfícies curvas da fachada e torres.

Após o Terremoto de 1755, a reconstrução de Lisboa organizada pelo Marquês de Pombal foi orientada segundo um estilo tardo-barroco classicizante, denominado hoje estilo pombalino. Esse estilo foi fortemente influenciado pelo barroco romano, favorecido pela corte lisboeta desde o reinado de D. João V (1707-1750). No Brasil, o estilo pombalino se refletiu especialmente em Belém do Pará e Rio de Janeiro, que eram cidades administrativas importantes em constante contato com a metrópole. Em Belém, a influência pombalina se revela na obra do arquiteto italiano Antônio José Landi, por exemplo nas Igrejas de São João e de Santana, na capital paraense. No Rio de Janeiro, o exemplo mais antigo é a Igreja da Ordem Terceira do Carmo, construída entre 1755 e 1770. A fachada de cantaria, o frontão sinuoso e o recorte de janelas e portais, estes últimos importados de Lisboa, são indicativos do estilo. Outras igrejas cariocas influenciadas pelo pombalino são as de São Francisco de Paula e a Candelária.

### Barroco religioso em Minas Gerais
Nas Minas Gerais, o ciclo do ouro favoreceu a atividade construtora durante todo o século XVIII, dando origem a alguns dos mais interessantes monumentos arquitetônicos coloniais brasileiros. Como em outras regiões, quase todas as igrejas foram construídas seguindo plantas maneiristas chãs, como por exemplo a Catedral de Mariana, construída na primeira metade do século XVIII, que além da planta retangular tem uma fachada bidimensional com frontão triangular, lembrando os templos jesuítas do século anterior.
Muito inovadora é a Igreja Matriz Nossa Senhora do Pilar em Ouro Preto, concluída por volta de 1733 segundo o projeto do engenheiro-militar Pedro Gomes Chaves. O interior da igreja apresenta forma decagonal dada pela exuberante talha dourada de Antônio Francisco Pombal, conferindo a essa igreja uma ousada organização interna. A forma decagonal está integralmente dada pela talha interior: exteriormente a Matriz do Pilar apresenta forma retangular.
Mais tarde apareceram igrejas ainda mais ousadas, como a Igreja de Nossa Senhora do Rosário dos Pretos de Ouro Preto (começada em 1757) e a Igreja e São Pedro dos Clérigos de Mariana, ambas de autoria de Antônio Pereira de Sousa Calheiros. As plantas dessas igrejas, sem paralelos exatos na arquitetura portuguesa da época, estão formadas por três elipses justapostas, flanqueadas, no caso da igreja ouro-pretana, por torres circulares. A entrada se faz por uma galilé curvilínea de três arcos. É provável que a planta da igreja tenha sido concebida sob a influência da Igreja de São Pedro dos Clérigos do Rio de Janeiro, começada duas décadas antes. Também é possível a influência de edifícios da Europa Central, através de gravuras de tratados de arquitetura que circulavam em Minas Gerais no século XVIII.

### Rococó litorâneo

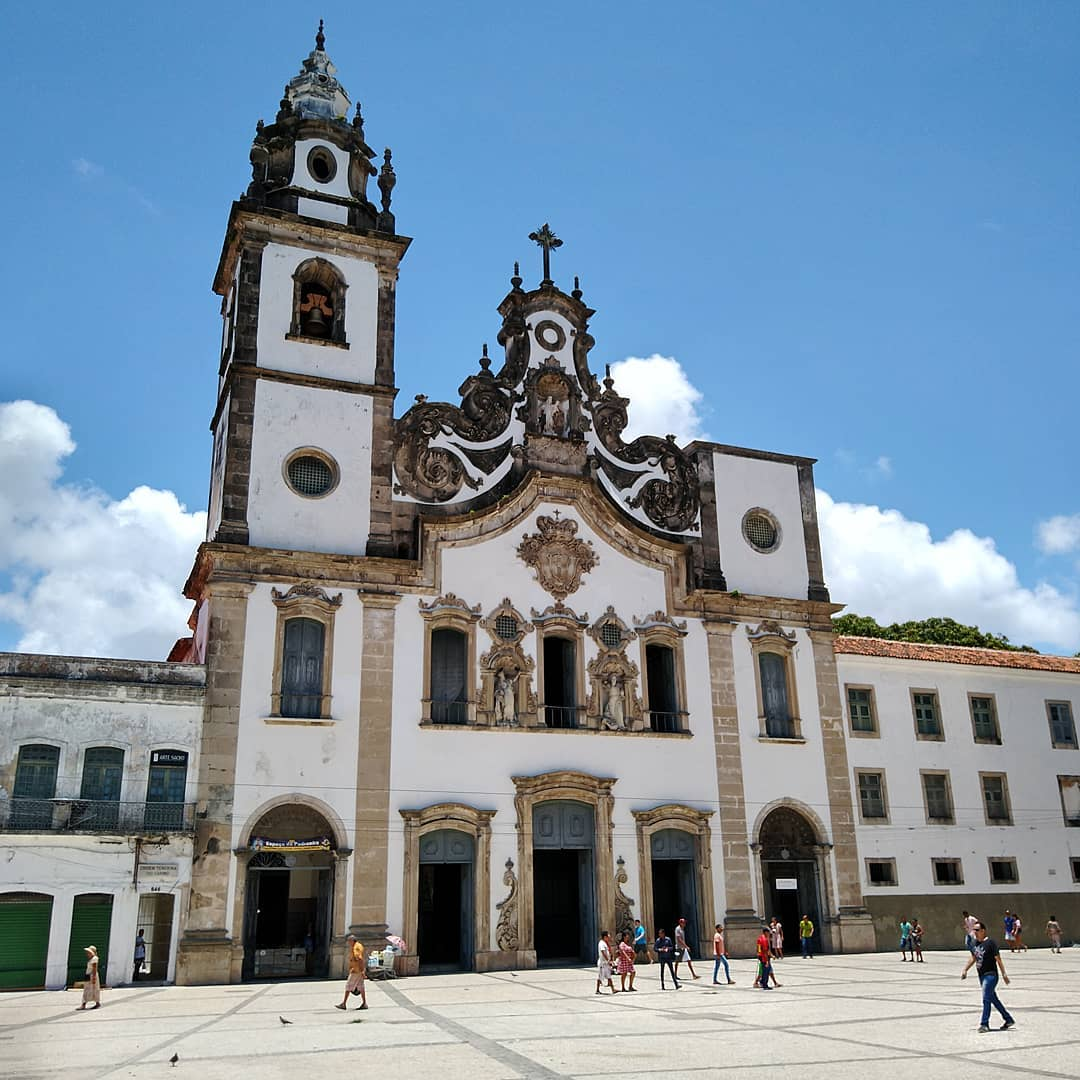
Fachada com frontão rococó da Basílica do Carmo do Recife, igreja barroca mais alta do Brasil, com torre de 50 metros.

O rococó, por muitos autores considerado como a fase final do barroco, é um estilo decorativo de origem francesa que se espalhou pela Europa a partir da primeira metade do século XVIII. Caracteriza-se pelo uso de motivos decorativos específicos, muitas vezes assimétricos, entre os quais se destacam as rocalhas, motivos abstratos em forma de concha. Na talha dourada, o rococó mostra mais elegância e leveza que as pesadas talhas barrocas: enquanto que no barroco havia a tendência ao "horror ao vazio", no rococó os motivos decorativos estão dispersos sobre as superfícies.
Na arquitetura brasileira colonial, o rococó influencia a arte da última metade do século XVIII e início do seguinte. Em algumas igrejas de influência rococó no Brasil, particularmente em Minas Gerais, as fachadas tem efeitos tridimensionais criados pela posição recuada e giratória das torres e ondulações das superfícies. Na maioria dos casos, porém, o rococó ficou restrito aos motivos decorativos das fachadas, particularmente no desenho dos frontões, cornijas e cúpulas bulbosas de torres.
Em Recife há um importante conjunto de fachadas de influência rococó, como por exemplo as da Igreja do Carmo, começada em 1767, a Igreja Matriz de Santo Antônio e outras, todas com cornijas curvadas e frontões exuberantes. Na Bahia também há várias fachadas com detalhes rococó, como o frontão da Igreja de Nosso Senhor do Bonfim, também datada do último quartel do século XVIII. Já no Rio de Janeiro, o estilo rococó se restringiu à decoração dos interiores, como na Igreja de Santa Rita e na Igreja de Nossa Senhora do Monte do Carmo.

### Rococó mineiro
Em Minas Gerais, a arquitetura religiosa seguiu caminhos diferentes nos tempos do barroco-rococó. Ao contrário das outras regiões do Brasil, as fachadas de algumas igrejas incorporaram variações tridimensionais, criando uma nova expressividade. Além disso, a disponibilidade de pedra-sabão (estearito), um material fácil de esculpir, permitiu o desenvolvimento de belas e originais portadas pelo maior escultor colonial, Antônio Francisco Lisboa, o Aleijadinho.
|                                                                            |  |                                                                                        |
| Fachada da Igreja Nossa Senhora do Carmo de Ouro Preto (começada em 1766). |  | Fachada da Igreja da Ordem Terceira de São Francisco de Ouro Preto (começada em 1765). |

Na Igreja de Santa Efigênia de Ouro Preto, começada em 1733 e possivelmente projetada por Manuel Francisco Lisboa, observa-se o posicionamento ligeiramente recuado das torres em relação à fachada, além de um leve arredondamento das torres, o que pode ser visto como precursora dos futuras fachadas mineiras. A fachada da igreja do Santuário de Congonhas (começada em 1757) incorpora um belo portal esculpido em pedra-sabão datado de entre 1765 e 1769 e provavelmente de autoria de Jerônimo Félix Teixeira. A importância dessa portada radica no fato de ser a primeira de uma longa série de portadas esculpidas em estilo rococó na região mineira.
Já a Igreja Nossa Senhora do Carmo de Ouro Preto, começada em 1766, é um marco do rococó mineiro. A fachada é ondulada e possui uma cornija de forma semicircular, que engloba um lóbulo trilobado típico do rococó. As torres, recuadas em relação à fachada, tem forma semicircular. A igreja foi originalmente desenhada por Manuel Francisco Lisboa, mas a fachada foi reformulada cerca de 1770 por uma equipe da qual fez parte Francisco de Lima Cerqueira e o Aleijadinho. Este último criou a cartela da portada, em que o escudo da Ordem do Carmo é envolvido por rocalhas e segurado por dois anjinhos alados. O tema dos anjinhos e rocalhas, o qual havia sido estreado pelo Aleijadinho pouco antes na portada da Igreja do Carmo de Sabará, seria uma constante nas portadas desenhadas pelo artista.

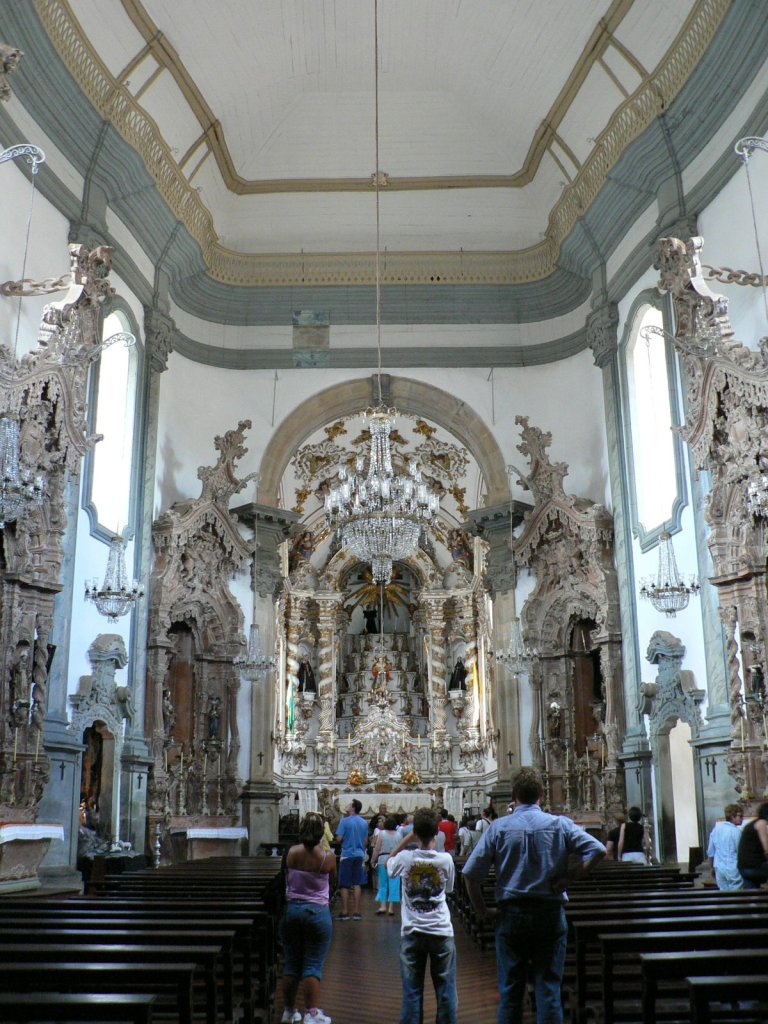
Vista interior da nave de paredes sinuosas da Igreja de São Francisco de São João del Rei (1774-1804).

Talvez a mais importante das igrejas mineiras desta fase seja a Igreja da Ordem Terceira de São Francisco de Ouro Preto, um marco da arquitetura luso-brasileira começada cerca de 1765. A excepcional fachada desta igreja incorpora torres circulares, muito recuadas, posicionadas em ângulo em relação à fachada e coroadas por cúpulas bulbosas. O corpo central da fachada e as torres recuadas são separadas por um segmento côncavo, criando um belo efeito tridimensional. A corpo central da fachada e delimitada por duas colunas que sustentam fragmentos de frontão, também com movimento rotativo. De maneira geral, a organização da fachada pertence mais ao barroco tardio que ao rococó e não tem antecedentes portugueses claros, podendo talvez ser inspirada por gravuras centro-europeias. Apesar do projeto da fachada ser tradicionalmente atribuído ao Aleijadinho, isso não é confirmado por nenhum documento. O que sim é de autoria do Aleijadinho é a portada em pedra-sabão, criada a partir de 1774 e que completa o conjunto. Sobre a portada, o escultor posicionou três cartelas com as Chagas de Cristo, as Armas de Portugal e, no nível superior, a figura da Virgem Maria, tudo entrelaçado por motivos franciscanos, cabeças de anjos, rocalhas assimétricas e fitas com inscrições. De cada lado da verga da portada há dois anjos: um segura a cartela e o outro uma cruz. Para completar, o óculo na parte superior da fachada contém um magnífico alto-relevo que mostra São Francisco ajoelhado recebendo as chagas. O interior dessa igreja foi integralmente decorada com talha de Aleijadinho, com uma pintura ilusionista de Mestre Ataíde no forro da nave.
Também em 1774, o Aleijadinho projetou uma fachada para a Igreja da Ordem Terceira de São Francisco de Assis de São João del Rei, cujo desenho esta preservado no Museu da Inconfidência em Ouro Preto. Nesse desenho, observa-se como o artista criou uma fachada de fortes características rococós, levemente sinuosa como a Igreja do Carmo de Ouro Preto, com um frontão delimitado por rocalhas imensas e com um alto-relevo de São Francisco ajoelhado no centro. As torres seriam semicirculares, as cúpulas em forma de sino e, no centro, haveria uma portada decorada. O projeto terminou sendo totalmente modificado por Francisco de Lima Cerqueira, que criou outro frontão, acrescentou torres circulares de movimento rotativo, dotadas de varandim, e contratou outra portada ao Aleijadinho, semelhante a de São Francisco de Ouro Preto. Além disso, Lima Cerqueira projetou uma nave com paredes sinuosas, dando-lhe uma forma elíptica, inédita na arquitetura colonial de então.

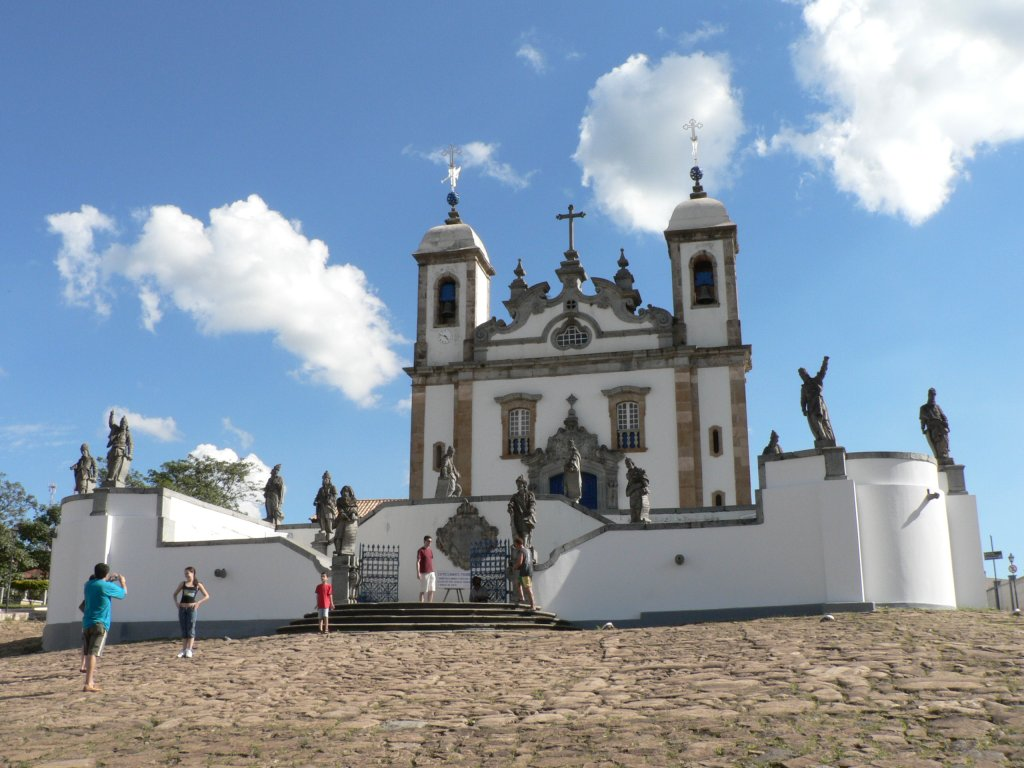
Vista do adro dos profetas (1777-1790) e igreja (1757-c.1773) do Santuário de Congonhas.

As torres circulares ou semicirculares (às vezes poligonais), posicionadas de maneira recuada em relação à fachada, fizeram escola em Minas Gerais, sendo encontradas por exemplo na Matriz de Barão de Cocais (antes de 1785) e nas Igrejas da Ordem Terceira do Carmo de São João del Rei (depois de 1787) e de Mariana (depois de 1783). Torres circulares são ausentes da arquitetura do litoral brasileiro e da metrópole, com exceção da demolida São Pedro dos Clérigos do Rio.
Outra obra mineira singular do período é o Santuário do Bom Jesus de Matosinhos, em Congonhas do Campo, uma versão local do Santuário do Bom Jesus do Monte, localizado em Braga, no norte de Portugal. O complexo, começado em 1757, consiste de uma igreja posicionada sobre um morro à qual os fiéis alcançam passando por várias capelas com representações da paixão de Cristo. No último trecho há um escadório ziguezagueante que leva ao adro em frente à igreja. Já dentro da igreja os fiéis encontram a imagem de Bom Jesus de Matosinhos, baseado na imagem venerada na cidade homônima em Portugal. Muito interessantes são o adro e a escadaria em frente à igreja, construídos entre 1777 e 1790, formados por segmentos côncavo-convexos, um urbanismo de formas decorativas barrocas e rococós. A escadaria foi decorada entre 1800 e 1805 por 12 grandes estátuas de pedra-sabão de Profetas do Velho Testamento, de autoria do Aleijadinho e seus oficiais. As 6 capelas localizadas na primeira parte do santuário, de planta quadrada, também foram decoradas com conjuntos escultórios da autoria do Aleijadinho. O conjunto paisagístico formado pela igreja, adro com profetas e capelas é de grande expressividade, sem paralelo na colônia.

## Arquitetura militar

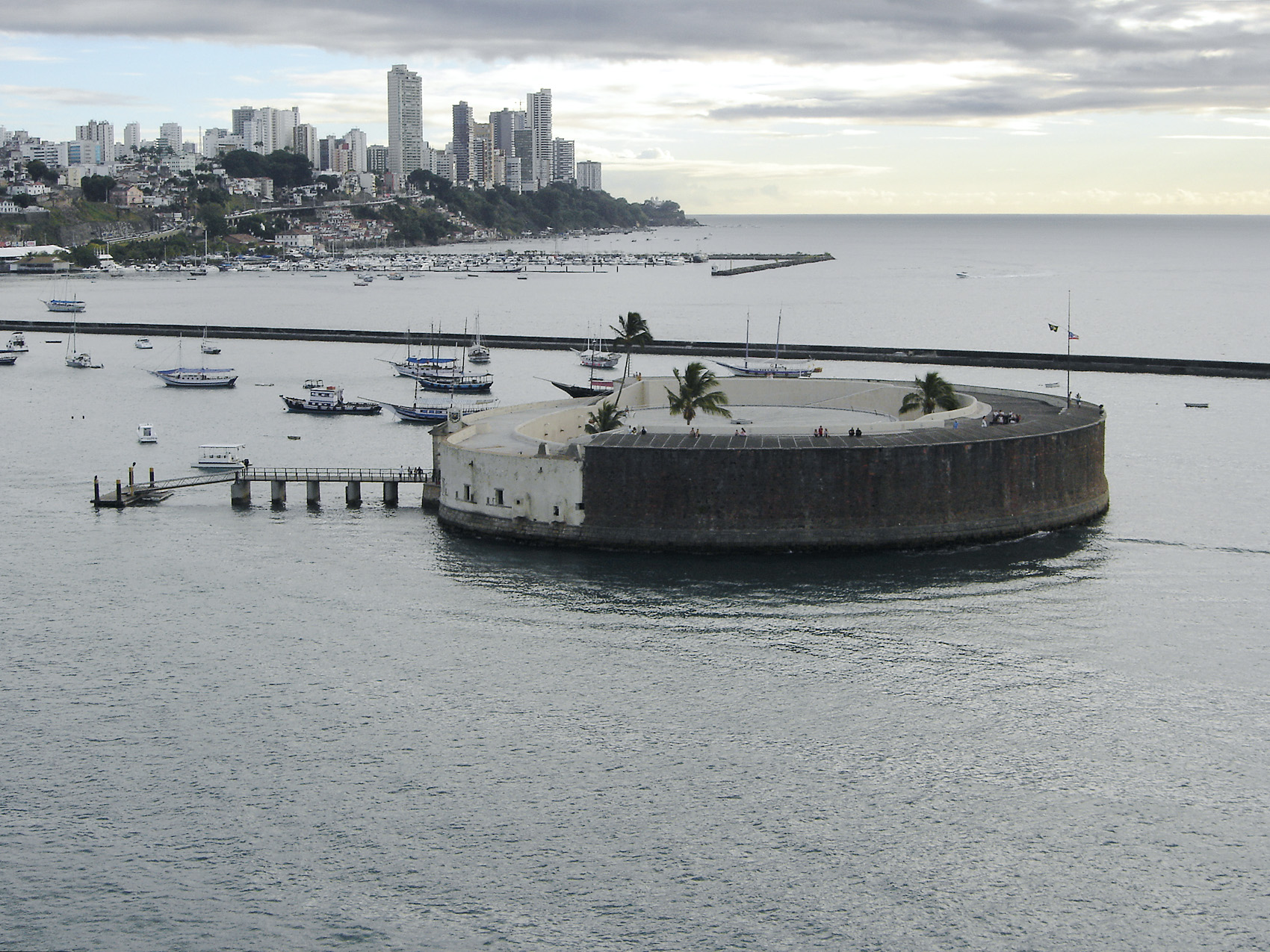
O Forte de São Marcelo, em frente a Salvador, construído em planta circular nos anos 1650.

Nos primeiros anos da colonização uma das preocupações maiores da metrópole portuguesa era assegurar a posse do território, e as primeiras povoações eram sempre fortificadas com muralhas paliçadas e fortins. A mais antiga fortaleza ainda existente no Brasil é o Forte de São Tiago (que ainda sobrevive com o nome de Forte de São João), em Bertioga, na baixada santista, datando de 1532. Era de início uma paliçada de madeira, e mais tarde foi reformado em alvenaria, adquirindo sua configuração atual.
Depois foram erguidas uma série de outras fortalezas em todo o litoral, e em alguns pontos do interior, e seguiam basicamente um mesmo modelo que se manteve sem grandes variações ao longo dos séculos, de planta quadrangular ou poligonal, às vezes deformada para se adaptar à topografia subjacente. Tinham uma base chanfrada em pedra nua, muralhas de alvenaria caiada por cima, com guaritas intercaladas, e uma série de habitações despojadas no interior, contando muitas vezes com alguma capela ou pequeno templo. Ocasionalmente na entrada das fortalezas eram erguidos portais mais ou menos elaborados, seguindo o estilo tardo renascentista ou maneirista, que predominou durante os séculos XVI e XVII. Exemplo original é o Forte de São Marcelo, erguido sobre uma ilhota em Salvador, construído nos anos 1650 e o único de planta circular existente no Brasil.

## Arquitetura civil

### Tipologia
Em termos de tipologia volumétrica, as principais categorias de construções coloniais civis são as de telhado de meia-água (ranchos, cozinhas), de duas águas (muito comum em cidades), de quatro águas (construções de maior porte, como pavilhões, casas-grandes, equipamentos públicos) e claustros (idem). Uma solução intermediária entre as duas últimas categorias eram as plantas "em L".
Com relação às construções rurais mais simples (designadas como "casas de sertanejo" ou "de caboclo", "mocambos", "palhoças", etc.), de homens livres, tinham em geral cobertura vegetal de palha e paredes de pau a pique. Apresentavam um único cômodo e uma varanda frontal.
Nas propriedades rurais de maior porte, as fazendas de engenho, havia três elementos principais: a senzala, a usina de engenho e a casa grande. As senzalas possuíam uma planta comprida, com várias celas, feitas de alvenaria de tijolos ou pau a pique, e com cobertura vegetal ou de telhas. A usina de engenho consistia numa cobertura sustentada por pilastras de tijolos, e era dividida em duas partes, a do engenho (moenda) e a da caldeira. Enfim, a casa grande, sede das fazendas, tinha forma muito variada, apresentando um pavimento de habitação único, elevado, e outro inferior, para armazéns e pessoal de serviço. No caso de São Paulo, há um tipo específico de construção rural, o sítio bandeirista, cujo desenho é comparável às plantas de Palladio.
No meio urbano, o lote era sempre estreito e profundo, com casas alinhadas pela divisa frontal e geminadas em ambos os lados, o que era uma meio de proteger as paredes da água das chuvas. Havia inicialmente uma distinção fundamental entre sobrados e casas térreas, estabelecendo uma divisão entre ricos e pobres. As casas térreas tinham, piso de chão batido, enquanto os sobrados, em seu pavimento superior, possuíam assoalho de madeira. Os pavimentos térreos dos sobrados, entretanto, eram também de chão batido, sendo usados para acomodar escravos e animais ou como lojas. Apenas no século XIX surgiria um tipo intermediário, a "casa de porão alto".
Uma outra distinção, em termos legais, era feita entre casas e edifícios: as primeiras eram rústicas, precárias, e não estavam sujeitas a prescrições ou direitos, enquanto os edifícios, de caráter permanente, sólido, garantiam certos privilégios e eram regulados por leis.
A largura do terrenos urbanos, em geral, variava entre 4,40 m e 11 m, tamanho proporcional a 2,20 m, isto é, uma braça de comprimento, equivalente à medida do taipal então usado de modelo. A largura de três taipais era chamada de lanço. Havia três tipos principais de residências, conforme a largura: "porta e janela", "meia morada" e "morada Inteira". Embora identificados inicialmente no Norte do país, em especial no Maranhão, estes três tipos básicos são aplicáveis a casas de outras cidades brasileiras no mesmo período.

### Histórico

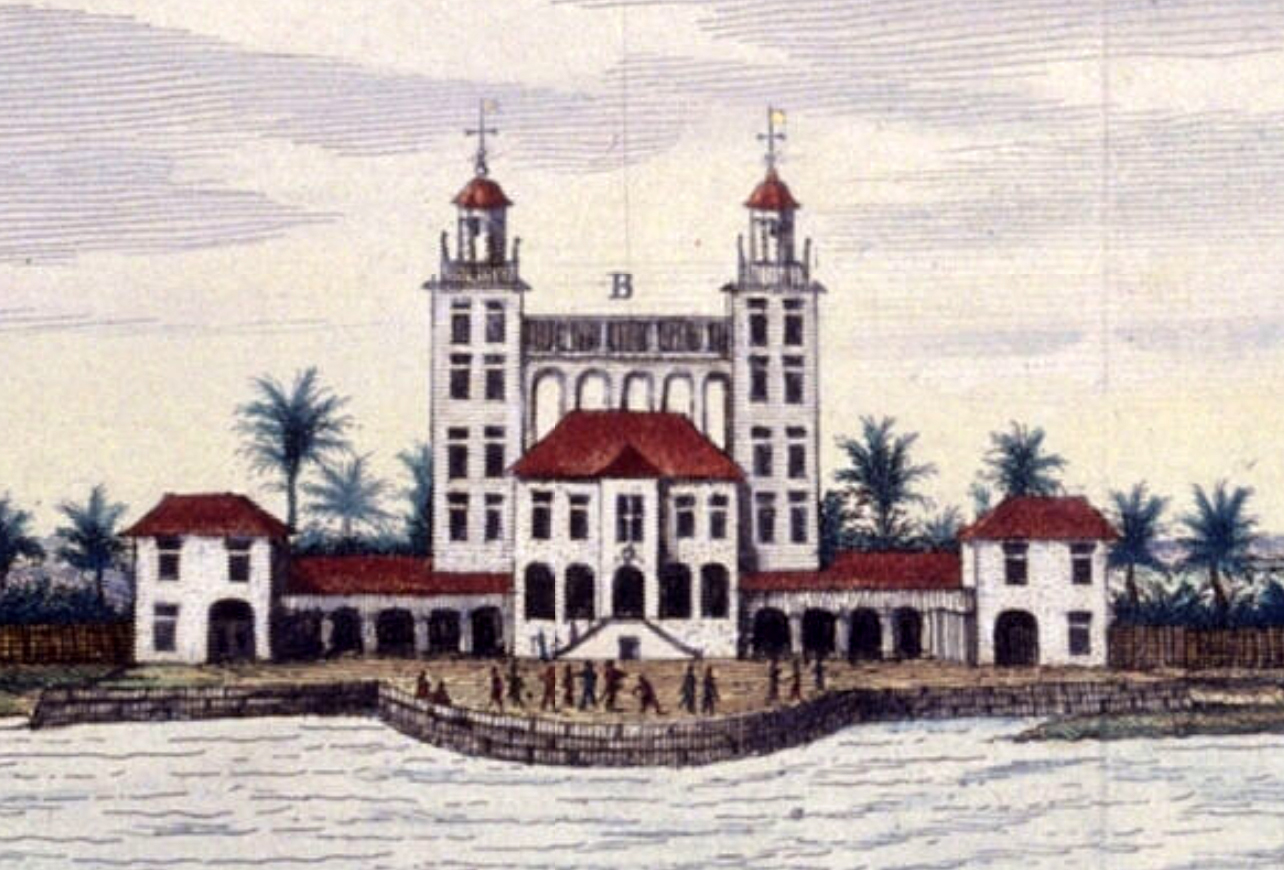
O Palácio de Friburgo (1642), sede da colônia de Nova Holanda no Recife, foi a primeira obra civil de grande porte realizada no Brasil. A edificação foi demolida no fim do século XVIII.

Nos seus inícios, a arquitetura civil — residências, engenhos, palácios do governo colonial — foram também realizados com as técnicas de taipa, muitas vezes com coberturas de palha. Com o progresso da colonização e o estabelecimento de uma estrutura urbana básica, passou a ser utilizado também o adobe e a cantaria de pedra, com reforços de madeiramento e cobertura de telhas.
A primeira obra de grande porte realizada no Brasil foi o Palácio de Friburgo, residência oficial construída pelo conde João Maurício de Nassau entre 1640 e 1642 no Recife, então sede da colônia de Nova Holanda. Possuía duas torres altas, quadrangulares, com cinco pavimentos, ligadas por um passadiço coberto, dando-lhe o aspecto de igreja. As torres, além de embelezarem o palácio, serviam como marco para os navegantes, que podiam avistá-las a uma distância superior a sete milhas. Uma delas era utilizada como farol e a outra como observatório astronômico, o primeiro fundado no Hemisfério Sul. Protegido, do ponto de vista militar, por canhões, tinha um grande fosso e o Forte Ernesto. Entre 1774 e 1787, encontrando-se bastante arruinado devidos às lutas contra os holandeses ocorridas no século anterior, foi demolido por ordem do então governador José César de Meneses.
Um dos mais antigos exemplares da arquitetura civil conservados é a Casa-Forte de Garcia d'Ávila na Bahia, hoje em ruínas. A casa teve seus inícios numa torre fortificada construída nos anos 1550 e ampliada nos séculos XVII e XVIII no estilo das casas nobres portuguesas de pedra. A casa possui ainda uma curiosa capela quinhentista de forma hexagonal.
Em Salvador, os edifícios administrativos em taipa construídos no século XVI na praça principal foram depois substituídos por outros em cantaria. O paço dos governadores (atualmente perdido) e a casa da câmara foram reconstruídos na segunda metade do século XVII. Na década de 1960 a Casa da Câmara de Salvador foi reformada e voltou a ter a aparência chã seiscentista original. Caracteriza-se pela galeria porticada no rés-do-chão e pela alta torre central, que influenciaria outras câmaras construídas na Bahia colonial.

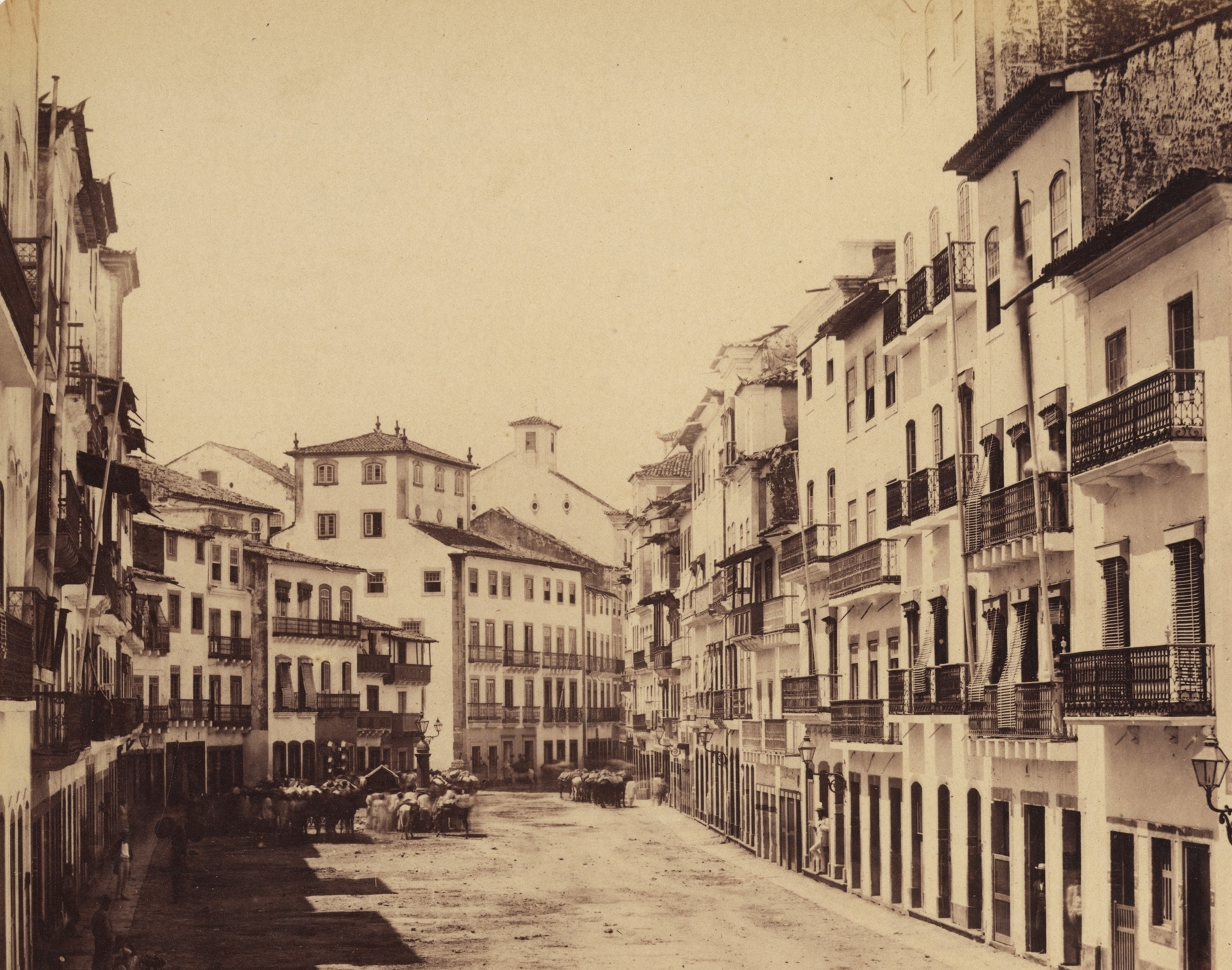
Foto de 1855, em alta resolução, dos sobrados coloniais da antiga Rua dos Judeus no Recife.

No interior da colônia, multiplicaram-se os engenhos e as casas de fazenda. Ao redor de São Paulo ainda há vários exemplares de casas seiscentistas e setecentistas rurais, algumas dentro da própria megalópole paulistana como a chamada Casa do Sertanista, que data do século XVII, e a Casa do Butantã, de meados do século XVIII.
Comparado aos séculos anteriores, no século XVIII aumentou a quantidade e qualidade dos edifícios civis, ainda que de maneira geral a arquitetura civil produziu edifícios de muito menos vulto que a arquitetura religiosa.

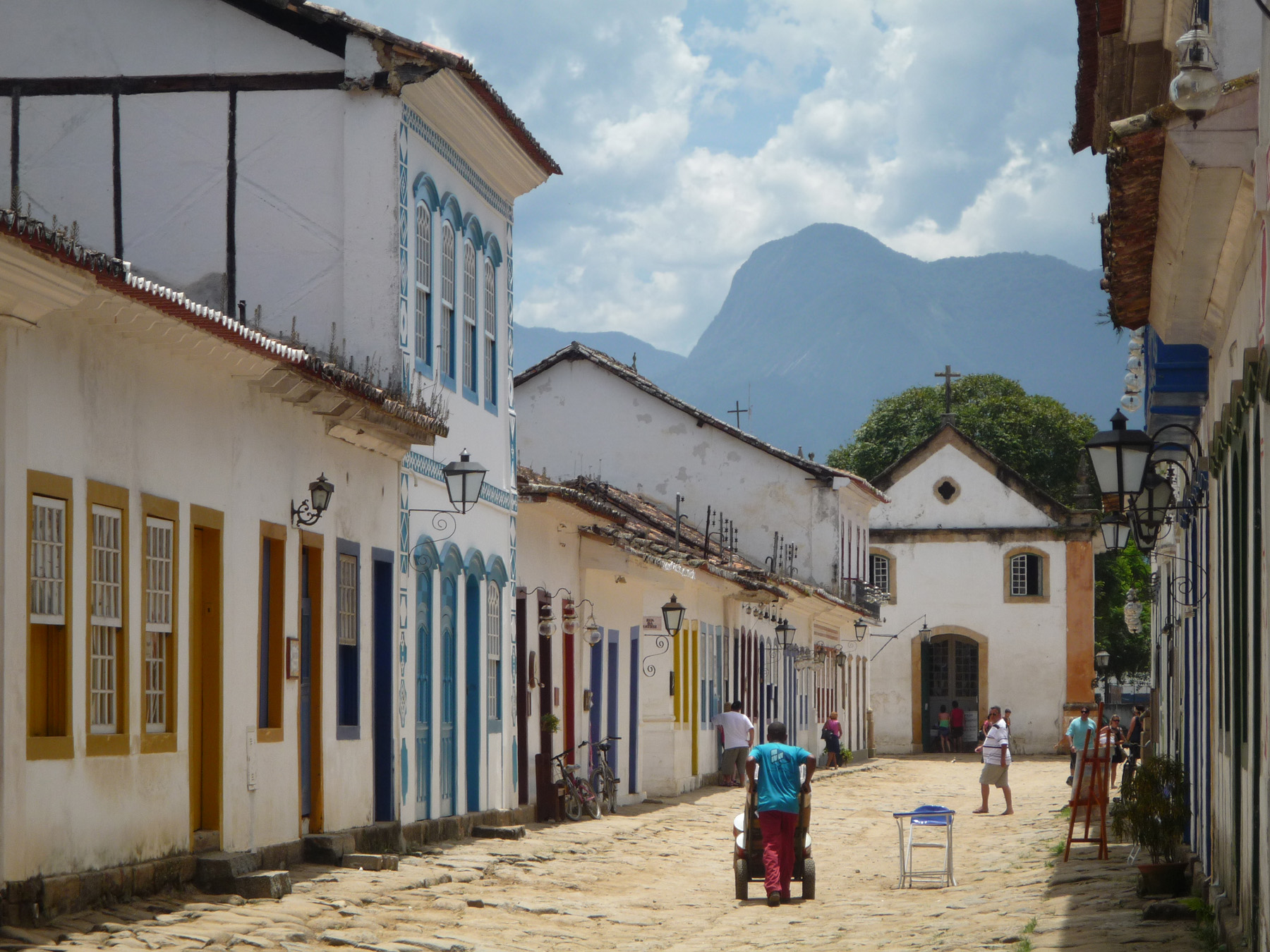
Aspecto de uma rua em Parati com casas de perfil colonial. Algumas tem um só pavimento e outras são sobrados de dois pavimentos.

Nas vilas e cidades grande parte das residências era de um só pavimento, enquanto as mais nobres podiam ter um segundo pavimento — sendo então chamadas sobrados — ou até mais, podendo atingir quatro pavimentos em alguns centros importantes, como Recife, Salvador e São Luís. As casas no Brasil eram em geral de alvenaria de pedra ou taipa de pilão com paredes divisórias de pau a pique, com exceção de Pernambuco, onde era mais comum o uso do tijolo. A cantaria de pedra, quando existente, se limitava aos cunhais (esquinas) da casa. O piso térreo tinha chão de terra batida, enquanto os demais pavimentos tinham pisos de tabuado de madeira. O térreo era utilizado para atividades comerciais, depósito, cocheiras e aposentos de escravos, tendo também um corredor que levava ao quintal nos fundos e uma escada que levava ao piso superior. O segundo pavimento - pavimento nobre - era dedicado à habitação. Este se organizava com um grande salão que dava para a rua, do qual saía um corredor que tinha de cada lado pequenos quartos sem aberturas ao exterior (alcovas). O perfil das janelas era retangular ou em arco abatido, emolduradas em madeira ou, mais raramente, em pedra. Os pavimentos nobres podiam ter sacadas com gradis de ferro trabalhado. As janelas superiores também podiam ser cobertas com muxarabis ou treliças de madeira, enquanto que as janelas de vidro só passaram a ser comuns no final do século XVIII. Os telhados eram de duas ou quatro águas com beiral, às vezes com alguma ornamentação discreta como uma suave curvatura e telhas em bico nos cantos do telhado.
Casas urbanas de grande nobreza datadas de fins do século XVII e início do século XVIII são comuns, por exemplo, em Salvador, como a Casa do Sete Candeeiros, o Solar Ferrão, o Solar Saldanha, o Palácio do Conde dos Arcos e o imponente Palácio dos Arcebispos da cidade, construído entre 1707 e 1715. Na Bahia os palácios urbanos caracterizam-se pelas portadas em pedra de Lioz ou pedra local, decoradas com relevos, brasões e volutas. Os interiores podiam ser decorados com tetos de caixotões e azulejos portugueses. No Rio de Janeiro, um exemplo importante é o Paço dos Governadores (hoje Paço Imperial), construído entre 1738 e 1743. Este palácio, também decorado com portadas de Lioz, foi o primeiro no Brasil a apresentar janelas com verga superior curva, que logo depois seria muito comum por toda a colônia.

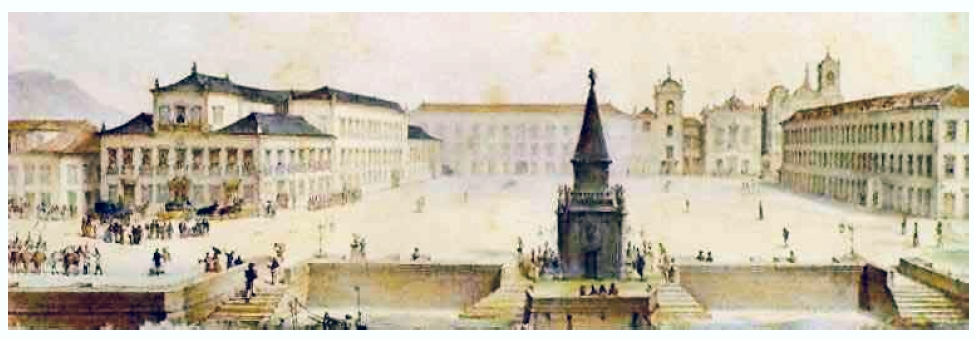
Vista do Largo do Paço do Rio de Janeiro (Jean Baptiste Debret, c. 1830). O Paço Imperial é o edifício do lado esquerdo do largo. No centro, em primeiro plano, está o Chafariz de Mestre Valentim.

Também nas fazendas do interior sobrevivem alguns casarões senhoriais de grande interesse, alguns de grandes dimensões, como a casa-grande do Engenho da Freguesia, no Recôncavo Baiano, embora sua arquitetura em linhas gerais seja bastante simples, com um prédio principal de residência do proprietário e outros anexos para a senzala, depósitos de ferramentas e alimentos, abrigos para animais e casinhas para os lavradores. Caso singular em um gênero diverso é o Aqueduto da Carioca, uma grande obra civil para condução de água erguido entre os séculos XVII e XVIII, localizada no Rio de Janeiro, com 270 m de extensão e 17 m de altura.
Dos prédios oficiais poucos sobreviveram sem alterações. Um dos mais significativos é a antiga Casa da Câmara e Cadeia de Ouro Preto, hoje o Museu da Inconfidência, com uma rica fachada onde há um pórtico com colunas, escadaria de acesso, uma torre, estátuas ornamentais e estrutura em cantaria. Também importante é o Paço Imperial no Rio, antiga residência da família real.
Um dos relatos mais contundentes e desprovidos de paixões acerca da arquitetura civil do Brasil Colônia é o da escritora inglesa Maria Graham, que esteve nos três principais centros econômicos brasileiros à época (Recife, Salvador e Rio de Janeiro). Na sua obra Diário de uma viagem ao Brasil e de uma estada nesse país durante parte dos anos de 1821, 1822 e 1823, estão as suas impressões ao visitar Recife, Salvador e Rio de Janeiro — recém-saídas do período colonial.

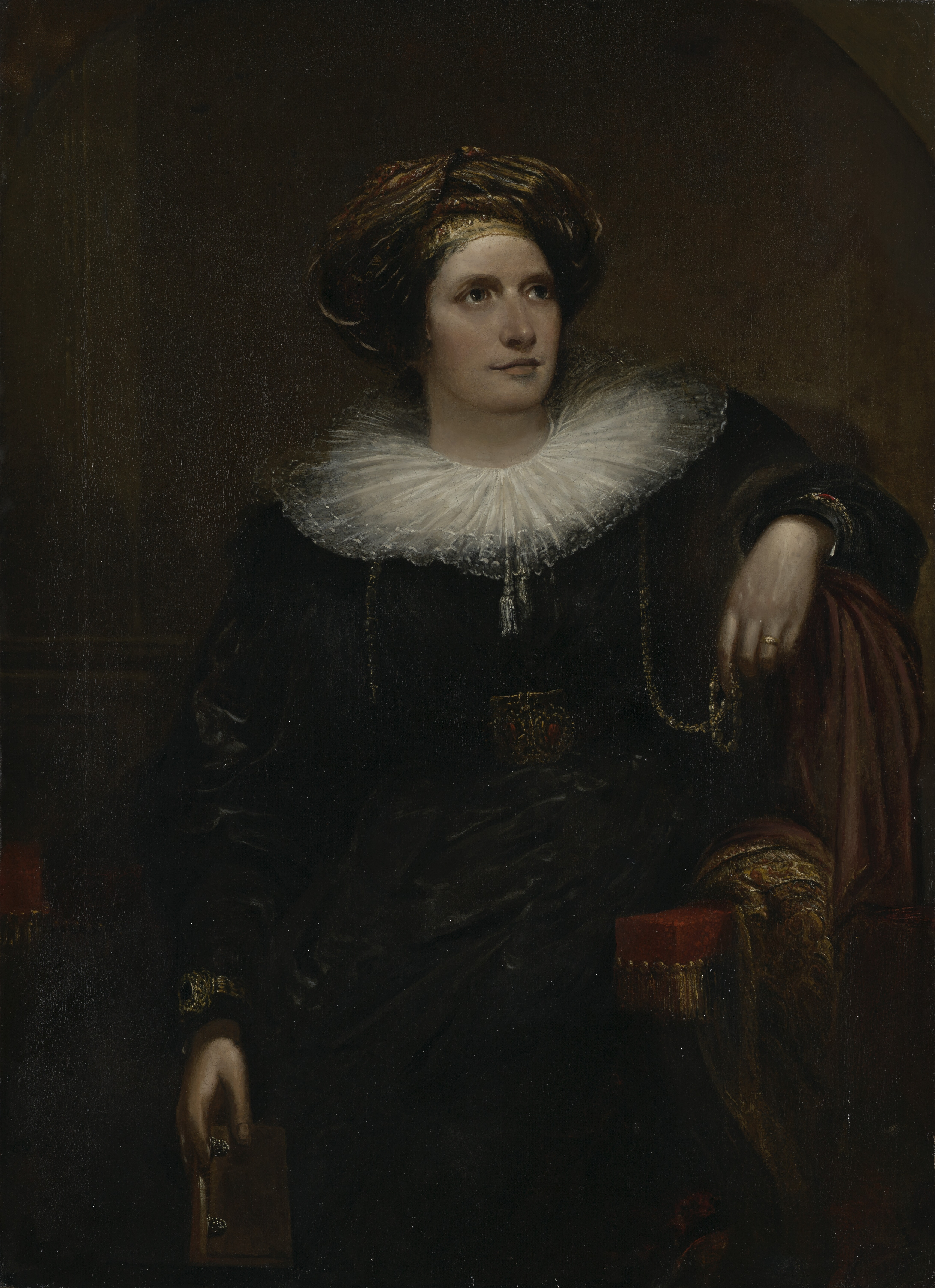
A escritora inglesa Maria Graham esteve no Recife, em Salvador e no Rio de Janeiro, e descreveu suas impressões acerca da arquitetura civil dos três centros urbanos.

No Recife, a primeira urbe visitada por Maria Graham no Brasil, os altos sobrados coloniais chamaram sua atenção: "As ruas são calçadas em parte com seixos azulados da praia e parte com granito vermelho ou cinzento. As casas são de três ou quatro andares [quatro ou cinco pavimentos], feitas de pedra clara e são todas caiadas, com as molduras das portas e janelas de pedra parda. O andar térreo consiste em lojas ou alojamentos para negros ou cavalariças, o andar de cima é geralmente adequado para escritórios e armazéns. Os apartamentos para residência são mais acima, ficando a cozinha geralmente no alto. Por este meio a parte inferior da casa conserva-se fresca. Fiquei surpreendida por verificar quanto era possível sair de casa sem sofrer os malefícios do calor estando tão próximo ao equador, mas a constante brisa marítima que aqui se faz sentir diariamente às 10h, mantém uma temperatura sob a qual é sempre possível fazer exercício. (...) Não pode haver nada mais belo no gênero do que o vivo panorama verde, com o largo rio sinuoso através dele, e que se avista de cada lado da ponte, e as construções brancas do Tesouro e Casa da Moeda, os conventos e as casas particulares, a maioria das quais com seu jardim".
Em Salvador, embora tenha se encantado com a vista da cidade a partir da Baía de Todos-os-Santos bem como da baía a partir da cidade alta, teceu um relato por vezes pouco elogioso quanto à arquitetura civil: "A rua pela qual entramos através do portão do arsenal ocupa aqui a largura de toda a cidade baixa da Bahia, e é sem nenhuma exceção o lugar mais sujo em que eu tenha estado. (...) Nessa rua estão os armazéns e os escritórios dos comerciantes, tanto estrangeiros quanto nativos. As construções são altas, mas não tão belas nem tão arejadas como as de Pernambuco. (...) Acompanhei Miss Pennell numa série de visitas a seus amigos portugueses. (...) Em primeiro lugar, as casas, na maior parte, são repugnantemente sujas. O andar térreo consiste geralmente em celas para os escravos, cavalariças, etc., as escadas são estreitas e escuras e, em mais de uma casa, esperamos em uma passagem enquanto os criados corriam a abrir portas e janelas das salas de visitas e a chamar as patroas que gozavam os trajes caseiros em seus quartos. (...) Pela sua elevação e pela grande inclinação da maior parte das ruas, [a cidade alta] é incomparavelmente mais limpa que o porto. A catedral, dedicada a São Salvador, é uma bela construção e fica de um lado da praça onde estão o palácio, a cadeia e outros edifícios públicos".

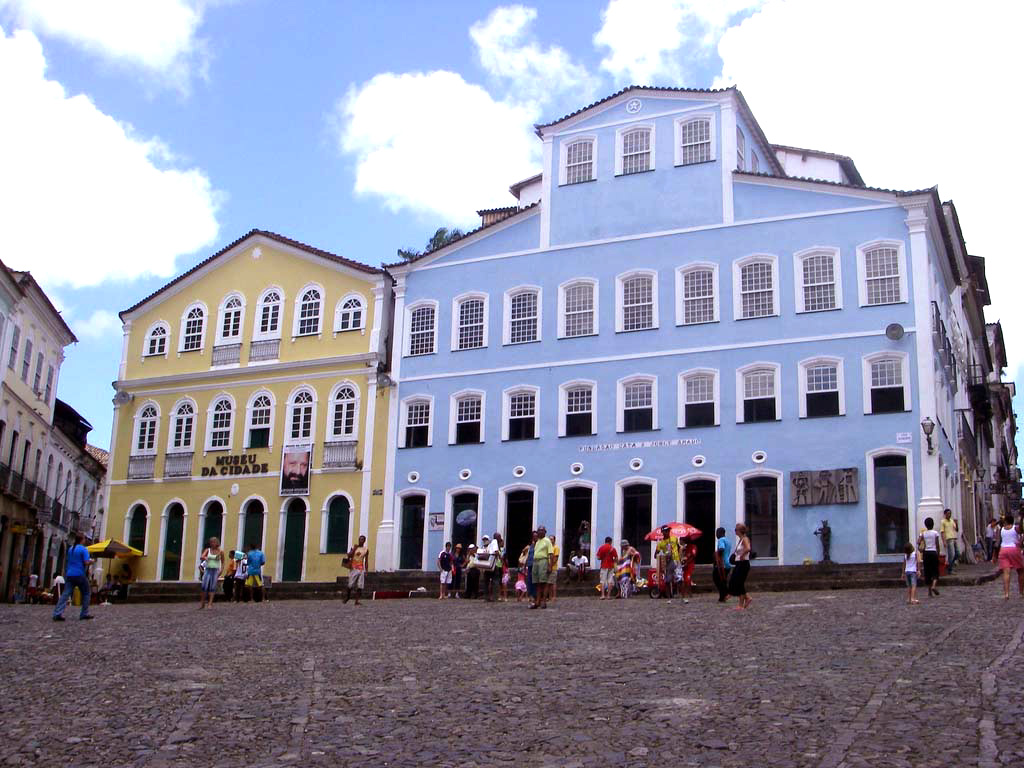
Largo do Pelourinho de Salvador.

E, finalmente, sobre o Rio de Janeiro, que experimentava as transformações advindas da transferência da corte portuguesa para o Brasil, disse: "Passei o dia pagando e recebendo visitas na vizinhança. As casas são construídas em grande parte como as do sul da Europa. Há geralmente um pátio, de um lado do qual fica a casa de residência. Os outros lados são formados pelos serviços e pelo jardim. Algumas vezes o jardim fica logo junto à casa. É o que se dá geralmente nos subúrbios. Na cidade muito poucas casas ostentam sequer o luxo de um jardim. (...) A cidade do Rio é uma cidade mais europeia do que Bahia ou Pernambuco. As casas são de três ou quatro pavimentos, com tetos salientes, toleravelmente belas. As ruas são estreitas, pouco mais largas do que o Corso em Roma, com o qual uma ou duas têm um ar de semelhança, especialmente nos dias de festa, quando as janelas e balcões são decorados com colchas de damasco vermelho, amarelo ou verde. Há duas praças muito belas, além da do Paço. Uma, outrora Roça [Rossio], hoje da Constituição, à qual dão uma aparência muito nobre o teatro, alguns belos quartéis e belas casas, atrás dos quais os morros e montanhas dominam dos dois lados. A outra, o Campo de Sant'Ana, é extremamente extensa, mas está inacabada".

## Arquitetura neoclássica: séculos XVIII e XIX

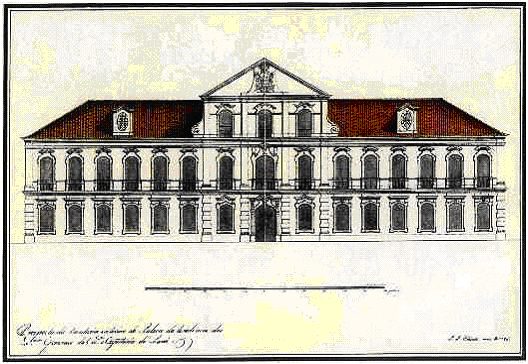
Fachada principal do Palácio dos Governadores Gerais do Grão-Pará em Belém (construído 1768-72). A fachada e frontão são neoclássicos, mas as janelas e portais tem perfil barroco pombalino. Desenho de J. Codina (1784).

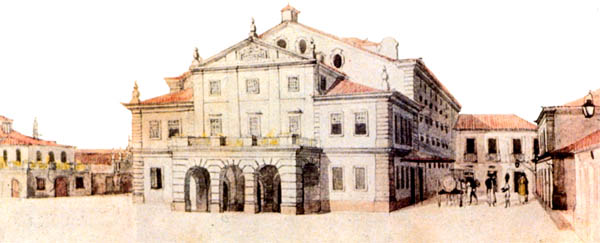
Fachada neoclássica do Real Teatro São João do Rio de Janeiro, construído em 1813 (aquarela de Debret de 1834).

A Arquitetura neoclássica caracteriza-se pela busca da nobreza e racionalidade da arquitetura greco-romana da Antiguidade. A harmonia é buscada usando os motivos clássicos: pórticos com colunatas, uso das ordens gregas, simetria na composição, regularidade nas aberturas e frontões triangulares. A decoração é contida, distante dos "exageros" barrocos e rococós.
No Brasil Colônia, edifícios com certo caráter neoclássico existem pelo menos desde o século XVIII. Como já mencionado, o barroco joanino e o pombalino foram muito influenciados pelo severo classicismo barroco romano, tendo reflexos no Brasil.
No Recife, a Igreja do Corpo Santo, que tinha sua origem nos primórdios da povoação, foi ampliada no século XVIII ganhando uma bela fachada em pedra de Lioz no estilo neoclássico.
No Rio de Janeiro, a Igreja de Santa Cruz dos Militares, construída a partir de 1780 segundo projeto de José Custódio de Sá e Faria, e a fachada da Igreja da Candelária, construída a partir de 1775 por Francisco João Roscio, são exemplos de edifícios coloniais de forte influência clássica de caráter pombalino, visível nas proporções das fachadas e uso das ordens arquitetônicas.
Em Belém do Pará, Antônio José Landi também projetou edifícios de marcado caráter clássico, como a Igreja de Santana (1760-1782), a Capela de São João Batista (1769-1772) e o Palácio dos Governadores Gerais do Grão-Pará (1768-1772), entre outros. A Igreja de Santana, em particular, é um edifício de partido raro no Brasil colonial, com planta de cruz grega com cúpula.
Em 1808, com a chegada da Família Real Portuguesa ao Brasil, a arquitetura local ganhou novos ares. O arquiteto real José da Costa e Silva, vindo de Portugal, possivelmente construiu no Rio de Janeiro o Real Teatro São João, inspirado no projeto neoclássico do Teatro de São Carlos de Lisboa, construído em 1792 pelo próprio Costa e Silva. Em Salvador, o engenheiro Cosme Damião da Cunha Fidié projetou em 1813 a Praça do Comércio da cidade, um edifício fortemente inspirado pelo estilo neopaladiano inglês, com toques luso-brasileiros.
A chegada ao Brasil da Missão Francesa de 1816, foi um ponto crucial na difusão dos ideais neoclássicos a partir da capital, incentivada pela necessidade de se reorganizar a planta urbana do Rio após a chegada da família real portuguesa. O arquiteto vindo com a Missão, Grandjean de Montigny, tornou-se professor de arquitetura da Escola Real de Ciências, Artes e Ofícios, fundada por D. João IV em 1816. Ainda durante o período colonial, Grandjean projetou a Praça do Comércio do Rio, construído entre 1819 e 1820, um edifício de planta centrada com uma grandiosa cúpula. Também projetou o edifício-sede da Escola, inaugurada apenas em 1826, considerado uma expressão pura do neoclássico francês em seu desenho, com fachada simétrica e um grande portal centralizado em ordem jônica, único elemento que chegou aos dias de hoje, instalado no Jardim Botânico do Rio de Janeiro. Apesar de haver construído pouco do que projetou, as aulas de arquitetura de Grandjean formaram vários arquitetos que tiveram destacado papel na afirmação do estilo neoclássico durante todo o período do Império.

## Mobiliário no Brasil Colônia
Em decorrência do Brasil ter sido uma colônia portuguesa, é natural que a produção de marcenaria (com atenção especial para as peças de mobiliário) seja um desdobramento do mobiliário tradicional português. Embora que o material empregado fosse legitimamente brasileiro, os responsáveis pelo trabalho das peças foram sempre os portugueses, ou quando nascidos no Brasil de descendência portuguesa ou mestiça. O mobiliário português desenvolvido no Brasil era singelo e despretensioso, ou seja, apenas o essencial para desempenhar a função do objeto (como exemplos: pequenos oratórios, camas, cadeiras, mesas e arcas). A simplicidade das primeiras peças dos colonos seguiu como uma das características marcantes da casa brasileira naquele período em diante. Mas, ainda que tais mobiliários apresentassem simplicidade e despretensão, as peças em si eram bem trabalhadas, não apenas porque a tradição do oficio era desenvolvê-las dessa maneira caprichosa, mas também porque os oficiais e ajudantes de carpintaria eram muitas vezes da própria casa (sendo alguns escravos cujos dotes eram descobertos), que trabalhavam sem pressa e que não visavam o lucro, importando apenas “o prazer de fazer bem feito”. O móvel brasileiro, ou seja, o móvel português feito no Brasil acompanhou a evolução do mobiliário de todos os países europeus. As “modas” eram todas importadas, atingindo as camadas mais abastadas em primeiro lugar, sendo depois vulgarizadas com a produção dos mesmos modelos de móveis no tipo “ordinário” ou comum. No período colonial existiam basicamente três tipos de móveis: os de “luxo” (feitos com madeiras nobres de lei); os “ordinários” (também feitos de madeira de lei, porém mais simples); e por fim os “toscos” (desenvolvidos em madeira comum para uso popular ou serviços domésticos). O mobiliário do Brasil pode ser classificado em três grandes períodos:
- Renascimento: abrange os séculos XVI e XVII e prolonga-se até o início dos anos setecentos;
- Barroco-Rococó: estende-se praticamente por todo século XVIII;
- Neoclássico: corresponde principalmente à primeira metade do século XIX, no período histórico das reações acadêmicas.

Após tais períodos, surgiram apenas modas originadas pela influência da produção industrial que se acentuava gradativamente.